# Danh sách tập phim CSI: Crime Scene Investigation
CSI: Crime Scene Investigation công chiếu vào ngày 6 tháng 10 năm 2000. Kể từ đó, 15 mùa phim bao gồm tổng cộng 337 tập đã lên sóng truyền hình. Phần cuối của series với độ dài hai tiếng đồng hồ ra mắt ngày 27 tháng 9 năm 2015.

## Tập phim

### Tổng quan
| Mùa | Mùa | Số tập | Số tập | Phát sóng gốc       | Phát sóng gốc       | Xếp hạng | Người xem (triệu) |
| Mùa | Mùa | Số tập | Số tập | Phát sóng lần đầu   | Phát sóng lần cuối  | Xếp hạng | Người xem (triệu) |
| --- | --- | ------ | ------ | ------------------- | ------------------- | -------- | ----------------- |
|     | 1   | 23     | 23     | 6 tháng 10 năm 2000 | 17 tháng 5 năm 2001 | 10       | 20.8              |
|     | 2   | 23     | 23     | 27 tháng 9 năm 2001 | 16 tháng 5 năm 2002 | 2        | 23.7              |
|     | 3   | 23     | 23     | 26 tháng 9 năm 2002 | 15 tháng 5 năm 2003 | 1        | 26.12             |
|     | 4   | 23     | 23     | 25 tháng 9 năm 2003 | 20 tháng 5 năm 2004 | 2        | 25.27             |
|     | 5   | 25     | 25     | 23 tháng 9 năm 2004 | 19 tháng 5 năm 2005 | 2        | 26.26             |
|     | 6   | 24     | 24     | 22 tháng 9 năm 2005 | 18 tháng 5 năm 2006 | 3        | 24.86             |
|     | 7   | 24     | 24     | 21 tháng 9 năm 2006 | 17 tháng 5 năm 2007 | 4        | 20.34             |
|     | 8   | 17     | 17     | 27 tháng 9 năm 2007 | 15 tháng 5 năm 2008 | 9        | 16.62             |
|     | 9   | 24     | 24     | 9 tháng 10 năm 2008 | 14 tháng 5 năm 2009 | 4        | 18.52             |
|     | 10  | 23     | 23     | 24 tháng 9 năm 2009 | 20 tháng 5 năm 2010 | 12       | 14.92             |
|     | 11  | 22     | 22     | 23 tháng 9 năm 2010 | 12 tháng 5 năm 2011 | 12       | 13.52             |
|     | 12  | 22     | 22     | 21 tháng 9 năm 2011 | 9 tháng 5 năm 2012  | 21       | 12.49             |
|     | 13  | 22     | 22     | 26 tháng 9 năm 2012 | 15 tháng 5 năm 2013 | 23       | 11.63             |
|     | 14  | 22     | 22     | 25 tháng 9 năm 2013 | 7 tháng 5 năm 2014  | 18       | 11.86             |
|     | 15  | 18     | 18     | 28 tháng 9 năm 2014 | 15 tháng 2 năm 2015 | 34       | 11.19             |
|     | Kết | 2      | 2      | 27 tháng 9 năm 2015 | 27 tháng 9 năm 2015 | —        | —                 |

| \| TT. tổng thể \| TT. trong mùa phim \| Tiêu đề \| Đạo diễn \| Biên kịch \| Ngày phát hành gốc \| Mã sản xuất \| Người xem tại tại Mỹ (triệu) [17] \| \| ------------ \| ------------------ \| ---------------------- \| ---------------- \| -------------------------------------------------------------------------------------------- \| -------------------- \| ----------- \| --------------------------------- \| \| 1 \| 1 \| "Pilot" \| Danny Cannon \| Anthony E. Zuiker \| 6 tháng 10 năm 2000 \| 100 \| 17.30[18] \| \| 2 \| 2 \| "Cool Change" \| Michael Watkins \| Anthony E. Zuiker \| 13 tháng 10 năm 2000 \| 101 \| 15.80[19] \| \| 3 \| 3 \| "Crate 'n Burial" \| Danny Cannon \| Ann Donahue \| 20 tháng 10 năm 2000 \| 103 \| 14.20[20] \| \| 4 \| 4 \| "Pledging Mr. Johnson" \| R.J. Lewis \| Josh Berman & Anthony E. Zuiker \| 27 tháng 10 năm 2000 \| 104 \| 14.90[20] \| \| 5 \| 5 \| "Friends & Lovers" \| Lou Antonio \| Andrew Lipsitz \| 3 tháng 11 năm 2000 \| 105 \| 15.16[21] \| \| 6 \| 6 \| "Who Are You?" \| Danny Cannon \| Carol Mendelsohn & Josh Berman \| 10 tháng 11 năm 2000 \| 106 \| 15.00[20] \| \| 7 \| 7 \| "Blood Drops" \| Kenneth Fink \| Cốt truyện : Tish McCarthy Kịch bản : Ann Donahue \| 17 tháng 11 năm 2000 \| 107 \| 15.74[22] \| \| 8 \| 8 \| "Anonymous" \| Danny Cannon \| Eli Talbert & Anthony E. Zuiker \| 24 tháng 11 năm 2000 \| 108 \| 13.20[20] \| \| 9 \| 9 \| "Unfriendly Skies" \| Michael Shapiro \| Cốt truyện : Andrew Lipsitz Kịch bản : Andrew Lipsitz & Carol Mendelsohn & Anthony E. Zuiker \| 8 tháng 12 năm 2000 \| 109 \| 15.65[23] \| \| 10 \| 10 \| "Sex, Lies and Larvae" \| Thomas J. Wright \| Josh Berman & Ann Donahue \| 22 tháng 12 năm 2000 \| 110 \| 14.88[24] \| \| 11 \| 11 \| "The I-15 Murders" \| Oz Scott \| Carol Mendelsohn \| 12 tháng 1 năm 2001 \| 102 \| 17.49[25] \| \| 12 \| 12 \| "Fahrenheit 932" \| Danny Cannon \| Jacqueline Zambrano \| 1 tháng 2 năm 2001 \| 111 \| 21.26[26] \| \| 13 \| 13 \| "Boom" \| Kenneth Fink \| Josh Berman & Ann Donahue & Carol Mendelsohn \| 8 tháng 2 năm 2001 \| 112 \| 21.45[27] \| \| 14 \| 14 \| "To Halve and to Hold" \| Lou Antonio \| Andrew Lipsitz & Ann Donahue \| 15 tháng 2 năm 2001 \| 113 \| 21.95[28] \| \| 15 \| 15 \| "Table Stakes" \| Danny Cannon \| Cốt truyện : Elizabeth Devine Kịch bản : Anthony E. Zuiker & Carol Mendelsohn \| 22 tháng 2 năm 2001 \| 114 \| 20.88[29] \| \| 16 \| 16 \| "Too Tough to Die" \| Richard J. Lewis \| Elizabeth Devine \| 1 tháng 3 năm 2001 \| 115 \| 23.72[30] \| \| 17 \| 17 \| "Face Lift" \| Lou Antonio \| Josh Berman \| 8 tháng 3 năm 2001 \| 116 \| 23.00[31] \| \| 18 \| 18 \| "$35K O.B.O." \| Roy H. Wagner \| Eli Talbert \| 29 tháng 3 năm 2001 \| 117 \| 21.57[32] \| \| 19 \| 19 \| "Gentle, Gentle" \| Danny Cannon \| Ann Donahue \| 12 tháng 4 năm 2001 \| 118 \| 23.24[33] \| \| 20 \| 20 \| "Sounds of Silence" \| Peter Markle \| Josh Berman & Andrew Lipsitz \| 19 tháng 4 năm 2001 \| 119 \| 23.50[34] \| \| 21 \| 21 \| "Justice Is Served" \| Thomas J. Wright \| Jerry Stahl \| 26 tháng 4 năm 2001 \| 120 \| 22.33[35] \| \| 22 \| 22 \| "Evaluation Day" \| Kenneth Fink \| Anthony E. Zuiker \| 10 tháng 5 năm 2001 \| 121 \| 18.90[36] \| \| 23 \| 23 \| "The Strip Strangler" \| Danny Cannon \| Ann Donahue \| 17 tháng 5 năm 2001 \| 122 \| 18.98[37] \| |                    |                        |                  |                                                                                              |                      |             |                              |
| TT. tổng thể | TT. trong mùa phim | Tiêu đề                | Đạo diễn         | Biên kịch                                                                                    | Ngày phát hành gốc   | Mã sản xuất | Người xem tại tại Mỹ (triệu) |
| 1 | 1                  | "Pilot"                | Danny Cannon     | Anthony E. Zuiker                                                                            | 6 tháng 10 năm 2000  | 100         | 17.30                        |
| 2 | 2                  | "Cool Change"          | Michael Watkins  | Anthony E. Zuiker                                                                            | 13 tháng 10 năm 2000 | 101         | 15.80                        |
| 3 | 3                  | "Crate 'n Burial"      | Danny Cannon     | Ann Donahue                                                                                  | 20 tháng 10 năm 2000 | 103         | 14.20                        |
| 4 | 4                  | "Pledging Mr. Johnson" | R.J. Lewis       | Josh Berman & Anthony E. Zuiker                                                              | 27 tháng 10 năm 2000 | 104         | 14.90                        |
| 5 | 5                  | "Friends & Lovers"     | Lou Antonio      | Andrew Lipsitz                                                                               | 3 tháng 11 năm 2000  | 105         | 15.16                        |
| 6 | 6                  | "Who Are You?"         | Danny Cannon     | Carol Mendelsohn & Josh Berman                                                               | 10 tháng 11 năm 2000 | 106         | 15.00                        |
| 7 | 7                  | "Blood Drops"          | Kenneth Fink     | Cốt truyện : Tish McCarthy Kịch bản : Ann Donahue                                            | 17 tháng 11 năm 2000 | 107         | 15.74                        |
| 8 | 8                  | "Anonymous"            | Danny Cannon     | Eli Talbert & Anthony E. Zuiker                                                              | 24 tháng 11 năm 2000 | 108         | 13.20                        |
| 9 | 9                  | "Unfriendly Skies"     | Michael Shapiro  | Cốt truyện : Andrew Lipsitz Kịch bản : Andrew Lipsitz & Carol Mendelsohn & Anthony E. Zuiker | 8 tháng 12 năm 2000  | 109         | 15.65                        |
| 10 | 10                 | "Sex, Lies and Larvae" | Thomas J. Wright | Josh Berman & Ann Donahue                                                                    | 22 tháng 12 năm 2000 | 110         | 14.88                        |
| 11 | 11                 | "The I-15 Murders"     | Oz Scott         | Carol Mendelsohn                                                                             | 12 tháng 1 năm 2001  | 102         | 17.49                        |
| 12 | 12                 | "Fahrenheit 932"       | Danny Cannon     | Jacqueline Zambrano                                                                          | 1 tháng 2 năm 2001   | 111         | 21.26                        |
| 13 | 13                 | "Boom"                 | Kenneth Fink     | Josh Berman & Ann Donahue & Carol Mendelsohn                                                 | 8 tháng 2 năm 2001   | 112         | 21.45                        |
| 14 | 14                 | "To Halve and to Hold" | Lou Antonio      | Andrew Lipsitz & Ann Donahue                                                                 | 15 tháng 2 năm 2001  | 113         | 21.95                        |
| 15 | 15                 | "Table Stakes"         | Danny Cannon     | Cốt truyện : Elizabeth Devine Kịch bản : Anthony E. Zuiker & Carol Mendelsohn                | 22 tháng 2 năm 2001  | 114         | 20.88                        |
| 16 | 16                 | "Too Tough to Die"     | Richard J. Lewis | Elizabeth Devine                                                                             | 1 tháng 3 năm 2001   | 115         | 23.72                        |
| 17 | 17                 | "Face Lift"            | Lou Antonio      | Josh Berman                                                                                  | 8 tháng 3 năm 2001   | 116         | 23.00                        |
| 18 | 18                 | "$35K O.B.O."          | Roy H. Wagner    | Eli Talbert                                                                                  | 29 tháng 3 năm 2001  | 117         | 21.57                        |
| 19 | 19                 | "Gentle, Gentle"       | Danny Cannon     | Ann Donahue                                                                                  | 12 tháng 4 năm 2001  | 118         | 23.24                        |
| 20 | 20                 | "Sounds of Silence"    | Peter Markle     | Josh Berman & Andrew Lipsitz                                                                 | 19 tháng 4 năm 2001  | 119         | 23.50                        |
| 21 | 21                 | "Justice Is Served"    | Thomas J. Wright | Jerry Stahl                                                                                  | 26 tháng 4 năm 2001  | 120         | 22.33                        |
| 22 | 22                 | "Evaluation Day"       | Kenneth Fink     | Anthony E. Zuiker                                                                            | 10 tháng 5 năm 2001  | 121         | 18.90                        |
| 23 | 23                 | "The Strip Strangler"  | Danny Cannon     | Ann Donahue                                                                                  | 17 tháng 5 năm 2001  | 122         | 18.98                        |

| \| TT. tổng thể \| TT. trong mùa phim \| Tiêu đề \| Đạo diễn \| Biên kịch \| Ngày phát hành gốc \| Mã sản xuất \| Người xem tại tại Mỹ (triệu) [38] \| \| ------------ \| ------------------ \| -------------------------- \| ---------------- \| ------------------------------------------------------------------ \| -------------------- \| ----------- \| --------------------------------- \| \| 24 \| 1 \| "Burked" \| Danny Cannon \| Carol Mendelsohn & Anthony E. Zuiker \| 27 tháng 9 năm 2001 \| 201 \| 22.30 \| \| 25 \| 2 \| "Chaos Theory" \| Ken Fink \| Eli Talbert & Josh Berman \| 4 tháng 10 năm 2001 \| 202 \| 19.70 \| \| 26 \| 3 \| "Overload" \| Richard J. Lewis \| Josh Berman \| 11 tháng 10 năm 2001 \| 203 \| 22.70 \| \| 27 \| 4 \| "Bully for You" \| Thomas J. Wright \| Ann Donahue \| 18 tháng 10 năm 2001 \| 204 \| 23.00 \| \| 28 \| 5 \| "Scuba Doobie-Doo" \| Jefrey Levy \| Andrew Lipsitz & Elizabeth Devine \| 25 tháng 10 năm 2001 \| 205 \| 24.70 \| \| 29 \| 6 \| "Alter Boys" \| Danny Cannon \| Ann Donahue \| 1 tháng 11 năm 2001 \| 206 \| 23.20 \| \| 30 \| 7 \| "Caged" \| Richard J. Lewis \| Elizabeth Devine & Carol Mendelsohn \| 8 tháng 11 năm 2001 \| 207 \| 25.10 \| \| 31 \| 8 \| "Slaves of Las Vegas" \| Peter Markle \| Jerry Stahl \| 15 tháng 11 năm 2001 \| 208 \| 25.10 \| \| 32 \| 9 \| "And Then There Were None" \| John Patterson \| Cốt truyện : Josh Berman Kịch bản : Eli Talbert & Carol Mendelsohn \| 22 tháng 11 năm 2001 \| 209 \| 22.80 \| \| 33 \| 10 \| "Ellie" \| Charlie Correll \| Anthony E. Zuiker \| 6 tháng 12 năm 2001 \| 210 \| 24.00 \| \| 34 \| 11 \| "Organ Grinder" \| Allison Liddi \| Ann Donahue & Elizabeth Devine \| 13 tháng 12 năm 2001 \| 211 \| 17.50 \| \| 35 \| 12 \| "You've Got Male" \| Charlie Correll \| Marc Dube & Corey Miller \| 20 tháng 12 năm 2001 \| 212 \| 23.70 \| \| 36 \| 13 \| "Identity Crisis" \| Kenneth Fink \| Anthony E. Zuiker & Ann Donahue \| 17 tháng 1 năm 2002 \| 213 \| 24.10 \| \| 37 \| 14 \| "The Finger" \| Richard J. Lewis \| Danny Cannon & Carol Mendelsohn \| 31 tháng 1 năm 2002 \| 214 \| 23.50 \| \| 38 \| 15 \| "Burden of Proof" \| Kenneth Fink \| Ann Donahue \| 7 tháng 2 năm 2002 \| 215 \| 24.60 \| \| 39 \| 16 \| "Primum Non Nocere" \| Danny Cannon \| Andrew Lipsitz \| 28 tháng 2 năm 2002 \| 216 \| 28.70 \| \| 40 \| 17 \| "Felonious Monk" \| Kenneth Fink \| Jerry Stahl \| 7 tháng 3 năm 2002 \| 217 \| 26.70 \| \| 41 \| 18 \| "Chasing the Bus" \| Richard J. Lewis \| Eli Talbert \| 28 tháng 3 năm 2002 \| 218 \| 25.20 \| \| 42 \| 19 \| "Stalker" \| Peter Markle \| Anthony E. Zuiker & Danny Cannon \| 4 tháng 4 năm 2002 \| 219 \| 26.80 \| \| 43 \| 20 \| "Cats in the Cradle" \| Richard J. Lewis \| Kris Dobkin \| 25 tháng 4 năm 2002 \| 220 \| 23.50 \| \| 44 \| 21 \| "Anatomy of a Lye" \| Kenneth Fink \| Josh Berman & Andrew Lipsitz \| 2 tháng 5 năm 2002 \| 221 \| 26.20 \| \| 45 \| 22 \| "Cross Jurisdictions" \| Danny Cannon \| Anthony E. Zuiker & Ann Donahue & Carol Mendelsohn \| 9 tháng 5 năm 2002 \| 222 \| 27.10 \| \| 46 \| 23 \| "The Hunger Artist" \| Richard J. Lewis \| Jerry Stahl \| 16 tháng 5 năm 2002 \| 223 \| 27.00 \| |                    |                            |                  |                                                                    |                      |             |                              |
| TT. tổng thể | TT. trong mùa phim | Tiêu đề                    | Đạo diễn         | Biên kịch                                                          | Ngày phát hành gốc   | Mã sản xuất | Người xem tại tại Mỹ (triệu) |
| 24 | 1                  | "Burked"                   | Danny Cannon     | Carol Mendelsohn & Anthony E. Zuiker                               | 27 tháng 9 năm 2001  | 201         | 22.30                        |
| 25 | 2                  | "Chaos Theory"             | Ken Fink         | Eli Talbert & Josh Berman                                          | 4 tháng 10 năm 2001  | 202         | 19.70                        |
| 26 | 3                  | "Overload"                 | Richard J. Lewis | Josh Berman                                                        | 11 tháng 10 năm 2001 | 203         | 22.70                        |
| 27 | 4                  | "Bully for You"            | Thomas J. Wright | Ann Donahue                                                        | 18 tháng 10 năm 2001 | 204         | 23.00                        |
| 28 | 5                  | "Scuba Doobie-Doo"         | Jefrey Levy      | Andrew Lipsitz & Elizabeth Devine                                  | 25 tháng 10 năm 2001 | 205         | 24.70                        |
| 29 | 6                  | "Alter Boys"               | Danny Cannon     | Ann Donahue                                                        | 1 tháng 11 năm 2001  | 206         | 23.20                        |
| 30 | 7                  | "Caged"                    | Richard J. Lewis | Elizabeth Devine & Carol Mendelsohn                                | 8 tháng 11 năm 2001  | 207         | 25.10                        |
| 31 | 8                  | "Slaves of Las Vegas"      | Peter Markle     | Jerry Stahl                                                        | 15 tháng 11 năm 2001 | 208         | 25.10                        |
| 32 | 9                  | "And Then There Were None" | John Patterson   | Cốt truyện : Josh Berman Kịch bản : Eli Talbert & Carol Mendelsohn | 22 tháng 11 năm 2001 | 209         | 22.80                        |
| 33 | 10                 | "Ellie"                    | Charlie Correll  | Anthony E. Zuiker                                                  | 6 tháng 12 năm 2001  | 210         | 24.00                        |
| 34 | 11                 | "Organ Grinder"            | Allison Liddi    | Ann Donahue & Elizabeth Devine                                     | 13 tháng 12 năm 2001 | 211         | 17.50                        |
| 35 | 12                 | "You've Got Male"          | Charlie Correll  | Marc Dube & Corey Miller                                           | 20 tháng 12 năm 2001 | 212         | 23.70                        |
| 36 | 13                 | "Identity Crisis"          | Kenneth Fink     | Anthony E. Zuiker & Ann Donahue                                    | 17 tháng 1 năm 2002  | 213         | 24.10                        |
| 37 | 14                 | "The Finger"               | Richard J. Lewis | Danny Cannon & Carol Mendelsohn                                    | 31 tháng 1 năm 2002  | 214         | 23.50                        |
| 38 | 15                 | "Burden of Proof"          | Kenneth Fink     | Ann Donahue                                                        | 7 tháng 2 năm 2002   | 215         | 24.60                        |
| 39 | 16                 | "Primum Non Nocere"        | Danny Cannon     | Andrew Lipsitz                                                     | 28 tháng 2 năm 2002  | 216         | 28.70                        |
| 40 | 17                 | "Felonious Monk"           | Kenneth Fink     | Jerry Stahl                                                        | 7 tháng 3 năm 2002   | 217         | 26.70                        |
| 41 | 18                 | "Chasing the Bus"          | Richard J. Lewis | Eli Talbert                                                        | 28 tháng 3 năm 2002  | 218         | 25.20                        |
| 42 | 19                 | "Stalker"                  | Peter Markle     | Anthony E. Zuiker & Danny Cannon                                   | 4 tháng 4 năm 2002   | 219         | 26.80                        |
| 43 | 20                 | "Cats in the Cradle"       | Richard J. Lewis | Kris Dobkin                                                        | 25 tháng 4 năm 2002  | 220         | 23.50                        |
| 44 | 21                 | "Anatomy of a Lye"         | Kenneth Fink     | Josh Berman & Andrew Lipsitz                                       | 2 tháng 5 năm 2002   | 221         | 26.20                        |
| 45 | 22                 | "Cross Jurisdictions"      | Danny Cannon     | Anthony E. Zuiker & Ann Donahue & Carol Mendelsohn                 | 9 tháng 5 năm 2002   | 222         | 27.10                        |
| 46 | 23                 | "The Hunger Artist"        | Richard J. Lewis | Jerry Stahl                                                        | 16 tháng 5 năm 2002  | 223         | 27.00                        |

| \| TT. tổng thể \| TT. trong mùa phim \| Tiêu đề \| Đạo diễn \| Biên kịch \| Ngày phát hành gốc \| Mã sản xuất \| Người xem tại tại Mỹ (triệu) [39] \| \| ------------ \| ------------------ \| ------------------------------------ \| ---------------------------------- \| -------------------------------------------------------------------------------------------------------------------------------------------------- \| -------------------- \| ----------- \| --------------------------------- \| \| 47 \| 1 \| "Revenge Is Best Served Cold" \| Danny Cannon \| Anthony E. Zuiker & Carol Mendelsohn \| 26 tháng 9 năm 2002 \| 302 \| 30.50 \| \| 48 \| 2 \| "The Accused Is Entitled" \| Kenneth Fink \| Ann Donahue & Elizabeth Devine \| 3 tháng 10 năm 2002 \| 301 \| 28.50 \| \| 49 \| 3 \| "Let the Seller Beware" \| Richard J. Lewis \| Andrew Lipsitz & Anthony E. Zuiker \| 10 tháng 10 năm 2002 \| 303 \| 30.70 \| \| 50 \| 4 \| "A Little Murder" \| Tucker Gates \| Naren Shankar & Ann Donahue \| 17 tháng 10 năm 2002 \| 304 \| 30.80 \| \| 51 \| 5 \| "Abra-Cadaver" \| Danny Cannon \| Anthony E. Zuiker & Danny Cannon \| 31 tháng 10 năm 2002 \| 306 \| 28.90 \| \| 52 \| 6 \| "The Execution of Catherine Willows" \| Kenneth Fink \| Carol Mendelsohn & Elizabeth Devine \| 7 tháng 11 năm 2002 \| 305 \| 27.90 \| \| 53 \| 7 \| "Fight Night" \| Richard J. Lewis \| Andrew Lipsitz & Naren Shankar \| 14 tháng 11 năm 2002 \| 307 \| 29.90 \| \| 54 \| 8 \| "Snuff" \| Kenneth Fink \| Ann Donahue & Bob Harris \| 21 tháng 11 năm 2002 \| 308 \| 26.00 \| \| 55 \| 9 \| "Blood Lust" \| Charlie Correll \| Josh Berman & Carol Mendelsohn \| 5 tháng 12 năm 2002 \| 309 \| 29.70 \| \| 56 \| 10 \| "High and Low" \| Richard J. Lewis \| Eli Talbert & Naren Shankar \| 12 tháng 12 năm 2002 \| 310 \| 25.90 \| \| 57 \| 11 \| "Recipe for Murder" \| Richard J. Lewis & J. Miller Tobin \| Anthony E. Zuiker & Ann Donahue \| 9 tháng 1 năm 2003 \| 311 \| 25.50 \| \| 58 \| 12 \| "Got Murder?" \| Kenneth Fink \| Sarah Goldfinger \| 16 tháng 1 năm 2003 \| 312 \| 27.90 \| \| 59 \| 13 \| "Random Acts of Violence" \| Danny Cannon \| Danny Cannon & Naren Shankar \| 30 tháng 1 năm 2003 \| 313 \| 27.50 \| \| 60 \| 14 \| "One Hit Wonder" \| Félix Alcalá \| Corey Miller \| 6 tháng 2 năm 2003 \| 314 \| 25.60 \| \| 61 \| 15 \| "Lady Heather's Box" \| Richard J. Lewis \| Cốt truyện : Anthony E. Zuiker & Ann Donahue & Josh Berman & Bob Harris Kịch bản : Carol Mendelsohn & Andrew Lipsitz & Naren Shankar & Eli Talbert \| 13 tháng 2 năm 2003 \| 315 \| 27.20 \| \| 62 \| 16 \| "Lucky Strike" \| Kenneth Fink \| Eli Talbert & Anthony E. Zuiker \| 20 tháng 2 năm 2003 \| 316 \| 28.00 \| \| 63 \| 17 \| "Crash and Burn" \| Richard J. Lewis \| Josh Berman \| 13 tháng 3 năm 2003 \| 317 \| 28.60 \| \| 64 \| 18 \| "Precious Metal" \| Deran Sarafian \| Naren Shankar & Andrew Lipsitz \| 3 tháng 4 năm 2003 \| 318 \| 26.40[40] \| \| 65 \| 19 \| "A Night at the Movies" \| Matt Earl Beesley \| Cốt truyện : Carol Mendelsohn Kịch bản : Danny Cannon & Anthony E. Zuiker \| 10 tháng 4 năm 2003 \| 319 \| 26.40 \| \| 66 \| 20 \| "Last Laugh" \| Richard J. Lewis \| Cốt truyện : Bob Harris & Carol Mendelsohn Kịch bản : Bob Harris & Anthony E. Zuiker \| 24 tháng 4 năm 2003 \| 320 \| 25.20 \| \| 67 \| 21 \| "Forever" \| David Grossman \| Sarah Goldfinger \| 1 tháng 5 năm 2003 \| 321 \| 22.70 \| \| 68 \| 22 \| "Play with Fire" \| Kenneth Fink \| Naren Shankar & Andrew Lipsitz \| 8 tháng 5 năm 2003 \| 322 \| 25.10 \| \| 69 \| 23 \| "Inside the Box" \| Danny Cannon \| Carol Mendelsohn & Anthony E. Zuiker \| 15 tháng 5 năm 2003 \| 323 \| 23.90 \| |                    |                                      |                                    | |                      |             |                              |
| TT. tổng thể | TT. trong mùa phim | Tiêu đề                              | Đạo diễn                           | Biên kịch | Ngày phát hành gốc   | Mã sản xuất | Người xem tại tại Mỹ (triệu) |
| 47 | 1                  | "Revenge Is Best Served Cold"        | Danny Cannon                       | Anthony E. Zuiker & Carol Mendelsohn | 26 tháng 9 năm 2002  | 302         | 30.50                        |
| 48 | 2                  | "The Accused Is Entitled"            | Kenneth Fink                       | Ann Donahue & Elizabeth Devine | 3 tháng 10 năm 2002  | 301         | 28.50                        |
| 49 | 3                  | "Let the Seller Beware"              | Richard J. Lewis                   | Andrew Lipsitz & Anthony E. Zuiker | 10 tháng 10 năm 2002 | 303         | 30.70                        |
| 50 | 4                  | "A Little Murder"                    | Tucker Gates                       | Naren Shankar & Ann Donahue | 17 tháng 10 năm 2002 | 304         | 30.80                        |
| 51 | 5                  | "Abra-Cadaver"                       | Danny Cannon                       | Anthony E. Zuiker & Danny Cannon | 31 tháng 10 năm 2002 | 306         | 28.90                        |
| 52 | 6                  | "The Execution of Catherine Willows" | Kenneth Fink                       | Carol Mendelsohn & Elizabeth Devine | 7 tháng 11 năm 2002  | 305         | 27.90                        |
| 53 | 7                  | "Fight Night"                        | Richard J. Lewis                   | Andrew Lipsitz & Naren Shankar | 14 tháng 11 năm 2002 | 307         | 29.90                        |
| 54 | 8                  | "Snuff"                              | Kenneth Fink                       | Ann Donahue & Bob Harris | 21 tháng 11 năm 2002 | 308         | 26.00                        |
| 55 | 9                  | "Blood Lust"                         | Charlie Correll                    | Josh Berman & Carol Mendelsohn | 5 tháng 12 năm 2002  | 309         | 29.70                        |
| 56 | 10                 | "High and Low"                       | Richard J. Lewis                   | Eli Talbert & Naren Shankar | 12 tháng 12 năm 2002 | 310         | 25.90                        |
| 57 | 11                 | "Recipe for Murder"                  | Richard J. Lewis & J. Miller Tobin | Anthony E. Zuiker & Ann Donahue | 9 tháng 1 năm 2003   | 311         | 25.50                        |
| 58 | 12                 | "Got Murder?"                        | Kenneth Fink                       | Sarah Goldfinger | 16 tháng 1 năm 2003  | 312         | 27.90                        |
| 59 | 13                 | "Random Acts of Violence"            | Danny Cannon                       | Danny Cannon & Naren Shankar | 30 tháng 1 năm 2003  | 313         | 27.50                        |
| 60 | 14                 | "One Hit Wonder"                     | Félix Alcalá                       | Corey Miller | 6 tháng 2 năm 2003   | 314         | 25.60                        |
| 61 | 15                 | "Lady Heather's Box"                 | Richard J. Lewis                   | Cốt truyện : Anthony E. Zuiker & Ann Donahue & Josh Berman & Bob Harris Kịch bản : Carol Mendelsohn & Andrew Lipsitz & Naren Shankar & Eli Talbert | 13 tháng 2 năm 2003  | 315         | 27.20                        |
| 62 | 16                 | "Lucky Strike"                       | Kenneth Fink                       | Eli Talbert & Anthony E. Zuiker | 20 tháng 2 năm 2003  | 316         | 28.00                        |
| 63 | 17                 | "Crash and Burn"                     | Richard J. Lewis                   | Josh Berman | 13 tháng 3 năm 2003  | 317         | 28.60                        |
| 64 | 18                 | "Precious Metal"                     | Deran Sarafian                     | Naren Shankar & Andrew Lipsitz | 3 tháng 4 năm 2003   | 318         | 26.40                        |
| 65 | 19                 | "A Night at the Movies"              | Matt Earl Beesley                  | Cốt truyện : Carol Mendelsohn Kịch bản : Danny Cannon & Anthony E. Zuiker                                                                          | 10 tháng 4 năm 2003  | 319         | 26.40                        |
| 66 | 20                 | "Last Laugh"                         | Richard J. Lewis                   | Cốt truyện : Bob Harris & Carol Mendelsohn Kịch bản : Bob Harris & Anthony E. Zuiker                                                               | 24 tháng 4 năm 2003  | 320         | 25.20                        |
| 67 | 21                 | "Forever"                            | David Grossman                     | Sarah Goldfinger | 1 tháng 5 năm 2003   | 321         | 22.70                        |
| 68 | 22                 | "Play with Fire"                     | Kenneth Fink                       | Naren Shankar & Andrew Lipsitz | 8 tháng 5 năm 2003   | 322         | 25.10                        |
| 69 | 23                 | "Inside the Box"                     | Danny Cannon                       | Carol Mendelsohn & Anthony E. Zuiker | 15 tháng 5 năm 2003  | 323         | 23.90                        |

| \| TT. tổng thể \| TT. trong mùa phim \| Tiêu đề \| Đạo diễn \| Biên kịch \| Ngày phát hành gốc \| Người xem tại tại Mỹ (triệu) [41] \| \| ------------ \| ------------------ \| ---------------------------- \| ----------------- \| -------------------------------------------------------------------------------------------------------------- \| -------------------- \| --------------------------------- \| \| 70 \| 1 \| "Assume Nothing" \| Richard J. Lewis \| Anthony E. Zuiker & Danny Cannon \| 25 tháng 9 năm 2003 \| 26.91[42] \| \| 71 \| 2 \| "All for Our Country" \| Richard J. Lewis \| Cốt truyện : Richard Catalani Kịch bản : Andrew Lipsitz & Carol Mendelsohn \| 2 tháng 10 năm 2003 \| 26.66[43] \| \| 72 \| 3 \| "Homebodies" \| Kenneth Fink \| Naren Shankar & Sarah Goldfinger \| 9 tháng 10 năm 2003 \| 26.53 \| \| 73 \| 4 \| "Feeling the Heat" \| Kenneth Fink \| Anthony E. Zuiker & Eli Talbert \| 23 tháng 10 năm 2003 \| 27.57 \| \| 74 \| 5 \| "Fur and Loathing" \| Richard J. Lewis \| Jerry Stahl \| 30 tháng 10 năm 2003 \| 27.35 \| \| 75 \| 6 \| "Jackpot" \| Danny Cannon \| Naren Shankar & Carol Mendelsohn \| 6 tháng 11 năm 2003 \| 29.64[44] \| \| 76 \| 7 \| "Invisible Evidence" \| Danny Cannon \| Josh Berman \| 13 tháng 11 năm 2003 \| 29.27[45] \| \| 77 \| 8 \| "After the Show" \| Kenneth Fink \| Andrew Lipsitz & Elizabeth Devine \| 20 tháng 11 năm 2003 \| 26.64 \| \| 78 \| 9 \| "Grissom Versus the Volcano" \| Richard J. Lewis \| Cốt truyện : Josh Berman Kịch bản : Anthony E. Zuiker & Carol Mendelsohn \| 11 tháng 12 năm 2003 \| 26.80 \| \| 79 \| 10 \| "Coming of Rage" \| Nelson McCormick \| Cốt truyện : Richard Catalani Kịch bản : Sarah Goldfinger \| 18 tháng 12 năm 2003 \| 24.69 \| \| 80 \| 11 \| "Eleven Angry Jurors" \| Matt Earl Beesley \| Josh Berman & Andrew Lipsitz \| 8 tháng 1 năm 2004 \| 27.48[46] \| \| 81 \| 12 \| "Butterflied" \| Richard J. Lewis \| David Rambo \| 15 tháng 1 năm 2004 \| 28.74[47] \| \| 82 \| 13 \| "Suckers" \| Danny Cannon \| Danny Cannon & Josh Berman \| 5 tháng 2 năm 2004 \| 29.27 \| \| 83 \| 14 \| "Paper or Plastic?" \| Kenneth Fink \| Naren Shankar \| 12 tháng 2 năm 2004 \| 30.71 \| \| 84 \| 15 \| "Early Rollout" \| Duane Clark \| Cốt truyện : Elizabeth Devine Kịch bản : Anthony E. Zuiker & Carol Mendelsohn \| 19 tháng 2 năm 2004 \| 30.87[48] \| \| 85 \| 16 \| "Getting Off" \| Kenneth Fink \| Jerry Stahl \| 26 tháng 2 năm 2004 \| 28.01[49] \| \| 86 \| 17 \| "XX" \| Deran Sarafian \| Ethlie Ann Vare \| 11 tháng 3 năm 2004 \| 27.40 \| \| 87 \| 18 \| "Bad to the Bone" \| David Grossman \| Eli Talbert \| 1 tháng 4 năm 2004 \| 26.47[50] \| \| 88 \| 19 \| "Bad Words" \| Rob Bailey \| Sarah Goldfinger \| 15 tháng 4 năm 2004 \| 23.79[51] \| \| 89 \| 20 \| "Dead Ringer" \| Kenneth Fink \| Elizabeth Devine \| 29 tháng 4 năm 2004 \| 26.37[52] \| \| 90 \| 21 \| "Turn of the Screws" \| Deran Sarafian \| Cốt truyện : Carol Mendelsohn & Richard Catalani Kịch bản : Josh Berman \| 6 tháng 5 năm 2004 \| 20.39[53] \| \| 91 \| 22 \| "No More Bets" \| Richard J. Lewis \| Cốt truyện : Andrew Lipsitz & Dustin Lee Abraham Kịch bản : Naren Shankar & Carol Mendelsohn & Judith McCreary \| 13 tháng 5 năm 2004 \| 22.52[54] \| \| 92 \| 23 \| "Bloodlines" \| Kenneth Fink \| Cốt truyện : Eli Talbert & Sarah Goldfinger Kịch bản : Carol Mendelsohn & Naren Shankar \| 20 tháng 5 năm 2004 \| 25.40[55] \| |                    |                              |                   | |                      |                              |
| TT. tổng thể | TT. trong mùa phim | Tiêu đề                      | Đạo diễn          | Biên kịch | Ngày phát hành gốc   | Người xem tại tại Mỹ (triệu) |
| 70 | 1                  | "Assume Nothing"             | Richard J. Lewis  | Anthony E. Zuiker & Danny Cannon                                                                               | 25 tháng 9 năm 2003  | 26.91                        |
| 71 | 2                  | "All for Our Country"        | Richard J. Lewis  | Cốt truyện : Richard Catalani Kịch bản : Andrew Lipsitz & Carol Mendelsohn                                     | 2 tháng 10 năm 2003  | 26.66                        |
| 72 | 3                  | "Homebodies"                 | Kenneth Fink      | Naren Shankar & Sarah Goldfinger                                                                               | 9 tháng 10 năm 2003  | 26.53                        |
| 73 | 4                  | "Feeling the Heat"           | Kenneth Fink      | Anthony E. Zuiker & Eli Talbert                                                                                | 23 tháng 10 năm 2003 | 27.57                        |
| 74 | 5                  | "Fur and Loathing"           | Richard J. Lewis  | Jerry Stahl | 30 tháng 10 năm 2003 | 27.35                        |
| 75 | 6                  | "Jackpot"                    | Danny Cannon      | Naren Shankar & Carol Mendelsohn                                                                               | 6 tháng 11 năm 2003  | 29.64                        |
| 76 | 7                  | "Invisible Evidence"         | Danny Cannon      | Josh Berman | 13 tháng 11 năm 2003 | 29.27                        |
| 77 | 8                  | "After the Show"             | Kenneth Fink      | Andrew Lipsitz & Elizabeth Devine                                                                              | 20 tháng 11 năm 2003 | 26.64                        |
| 78 | 9                  | "Grissom Versus the Volcano" | Richard J. Lewis  | Cốt truyện : Josh Berman Kịch bản : Anthony E. Zuiker & Carol Mendelsohn                                       | 11 tháng 12 năm 2003 | 26.80                        |
| 79 | 10                 | "Coming of Rage"             | Nelson McCormick  | Cốt truyện : Richard Catalani Kịch bản : Sarah Goldfinger                                                      | 18 tháng 12 năm 2003 | 24.69                        |
| 80 | 11                 | "Eleven Angry Jurors"        | Matt Earl Beesley | Josh Berman & Andrew Lipsitz                                                                                   | 8 tháng 1 năm 2004   | 27.48                        |
| 81 | 12                 | "Butterflied"                | Richard J. Lewis  | David Rambo | 15 tháng 1 năm 2004  | 28.74                        |
| 82 | 13                 | "Suckers"                    | Danny Cannon      | Danny Cannon & Josh Berman                                                                                     | 5 tháng 2 năm 2004   | 29.27                        |
| 83 | 14                 | "Paper or Plastic?"          | Kenneth Fink      | Naren Shankar                                                                                                  | 12 tháng 2 năm 2004  | 30.71                        |
| 84 | 15                 | "Early Rollout"              | Duane Clark       | Cốt truyện : Elizabeth Devine Kịch bản : Anthony E. Zuiker & Carol Mendelsohn                                  | 19 tháng 2 năm 2004  | 30.87                        |
| 85 | 16                 | "Getting Off"                | Kenneth Fink      | Jerry Stahl | 26 tháng 2 năm 2004  | 28.01                        |
| 86 | 17                 | "XX"                         | Deran Sarafian    | Ethlie Ann Vare                                                                                                | 11 tháng 3 năm 2004  | 27.40                        |
| 87 | 18                 | "Bad to the Bone"            | David Grossman    | Eli Talbert | 1 tháng 4 năm 2004   | 26.47                        |
| 88 | 19                 | "Bad Words"                  | Rob Bailey        | Sarah Goldfinger                                                                                               | 15 tháng 4 năm 2004  | 23.79                        |
| 89 | 20                 | "Dead Ringer"                | Kenneth Fink      | Elizabeth Devine                                                                                               | 29 tháng 4 năm 2004  | 26.37                        |
| 90 | 21                 | "Turn of the Screws"         | Deran Sarafian    | Cốt truyện : Carol Mendelsohn & Richard Catalani Kịch bản : Josh Berman                                        | 6 tháng 5 năm 2004   | 20.39                        |
| 91 | 22                 | "No More Bets"               | Richard J. Lewis  | Cốt truyện : Andrew Lipsitz & Dustin Lee Abraham Kịch bản : Naren Shankar & Carol Mendelsohn & Judith McCreary | 13 tháng 5 năm 2004  | 22.52                        |
| 92 | 23                 | "Bloodlines"                 | Kenneth Fink      | Cốt truyện : Eli Talbert & Sarah Goldfinger Kịch bản : Carol Mendelsohn & Naren Shankar                        | 20 tháng 5 năm 2004  | 25.40                        |

| \| TT. tổng thể \| TT. trong mùa phim \| Tiêu đề \| Đạo diễn \| Biên kịch \| Ngày phát hành gốc \| Mã sản xuất \| Người xem tại tại Mỹ (triệu) [56] \| \| ------------ \| ------------------ \| -------------------------------- \| ----------------- \| ---------------------------------------------------------------------------------------------- \| -------------------- \| ----------- \| --------------------------------- \| \| 93 \| 1 \| "Viva Las Vegas" \| Danny Cannon \| Danny Cannon & Carol Mendelsohn \| 23 tháng 9 năm 2004 \| 501 \| 30.57[57] \| \| 94 \| 2 \| "Down the Drain" \| Kenneth Fink \| Naren Shankar \| 7 tháng 10 năm 2004 \| 502 \| 28.43[58] \| \| 95 \| 3 \| "Harvest" \| David Grossman \| Judith McCreary \| 14 tháng 10 năm 2004 \| 503 \| 28.89[59] \| \| 96 \| 4 \| "Crow's Feet" \| Richard J. Lewis \| Josh Berman \| 21 tháng 10 năm 2004 \| 504 \| 26.54[60] \| \| 97 \| 5 \| "Swap Meet" \| Danny Cannon \| David Rambo & Naren Shankar & Carol Mendelsohn \| 28 tháng 10 năm 2004 \| 505 \| 29.60[61] \| \| 98 \| 6 \| "What's Eating Gilbert Grissom?" \| Kenneth Fink \| Sarah Goldfinger \| 4 tháng 11 năm 2004 \| 506 \| 30.58[62] \| \| 99 \| 7 \| "Formalities" \| Bill Eagles \| Dustin Lee Abraham & Naren Shankar \| 11 tháng 11 năm 2004 \| 507 \| 29.64[63] \| \| 100 \| 8 \| "Ch-Ch-Changes" \| Richard J. Lewis \| Jerry Stahl \| 18 tháng 11 năm 2004 \| 508 \| 31.46[64] \| \| 101 \| 9 \| "Mea Culpa" \| David Grossman \| Cốt truyện : Carol Mendelsohn & Josh Berman Kịch bản : Josh Berman \| 25 tháng 11 năm 2004 \| 509 \| 24.38[65] \| \| 102 \| 10 \| "No Humans Involved" \| Rob Bailey \| Judith McCreary \| 9 tháng 12 năm 2004 \| 510 \| 29.83[66] \| \| 103 \| 11 \| "Who Shot Sherlock?" \| Kenneth Fink \| David Rambo & Richard Catalani \| 6 tháng 1 năm 2005 \| 511 \| 28.86[67] \| \| 104 \| 12 \| "Snakes" \| Richard J. Lewis \| Dustin Lee Abraham \| 13 tháng 1 năm 2005 \| 512 \| 27.55[68] \| \| 105 \| 13 \| "Nesting Dolls" \| Bill Eagles \| Sarah Goldfinger \| 3 tháng 2 năm 2005 \| 513 \| 24.95[69] \| \| 106 \| 14 \| "Unbearable" \| Kenneth Fink \| Josh Berman & Carol Mendelsohn \| 10 tháng 2 năm 2005 \| 514 \| 27.85[70] \| \| 107 \| 15 \| "King Baby" \| Richard J. Lewis \| Jerry Stahl \| 17 tháng 2 năm 2005 \| 515 \| 30.72[71] \| \| 108 \| 16 \| "Big Middle" \| Bill Eagles \| Cốt truyện : Dustin Lee Abraham Kịch bản : Naren Shankar & Judith McCreary \| 24 tháng 2 năm 2005 \| 516 \| 28.11[72] \| \| 109 \| 17 \| "Compulsion" \| Duane Clark \| Josh Berman & Richard Catalani \| 10 tháng 3 năm 2005 \| 517 \| 29.40[73] \| \| 110 \| 18 \| "Spark of Life" \| Kenneth Fink \| Allen MacDonald \| 31 tháng 3 năm 2005 \| 518 \| 28.22[74] \| \| 111 \| 19 \| "4x4" \| Terrence O'Hara \| Cốt truyện : Sarah Goldfinger & Naren Shankar Kịch bản : Dustin Lee Abraham & David Rambo \| 14 tháng 4 năm 2005 \| 519 \| 27.54[75] \| \| 112 \| 20 \| "Hollywood Brass" \| Bill Eagles \| Sarah Goldfinger & Carol Mendelsohn \| 21 tháng 4 năm 2005 \| 521 \| 27.02[76] \| \| 113 \| 21 \| "Committed" \| Richard J. Lewis \| Cốt truyện : Sarah Goldfinger & Uttam Narsu Kịch bản : Richard J. Lewis \| 28 tháng 4 năm 2005 \| 520 \| 23.68[77] \| \| 114 \| 22 \| "Weeping Willows" \| Kenneth Fink \| Areanne Lloyd \| 5 tháng 5 năm 2005 \| 522 \| 26.65[78] \| \| 115 \| 23 \| "Iced" \| Richard J. Lewis \| Josh Berman \| 12 tháng 5 năm 2005 \| 525 \| 26.46[79] \| \| 116117 \| 2425 \| "Grave Danger" \| Quentin Tarantino \| Cốt truyện : Quentin Tarantino Kịch bản : Naren Shankar & Anthony E. Zuiker & Carol Mendelsohn \| 19 tháng 5 năm 2005 \| 523524 \| 30.73[80] \| |                    |                                  |                   |                                                                                                |                      |             |                              |
| TT. tổng thể | TT. trong mùa phim | Tiêu đề                          | Đạo diễn          | Biên kịch                                                                                      | Ngày phát hành gốc   | Mã sản xuất | Người xem tại tại Mỹ (triệu) |
| 93 | 1                  | "Viva Las Vegas"                 | Danny Cannon      | Danny Cannon & Carol Mendelsohn                                                                | 23 tháng 9 năm 2004  | 501         | 30.57                        |
| 94 | 2                  | "Down the Drain"                 | Kenneth Fink      | Naren Shankar                                                                                  | 7 tháng 10 năm 2004  | 502         | 28.43                        |
| 95 | 3                  | "Harvest"                        | David Grossman    | Judith McCreary                                                                                | 14 tháng 10 năm 2004 | 503         | 28.89                        |
| 96 | 4                  | "Crow's Feet"                    | Richard J. Lewis  | Josh Berman                                                                                    | 21 tháng 10 năm 2004 | 504         | 26.54                        |
| 97 | 5                  | "Swap Meet"                      | Danny Cannon      | David Rambo & Naren Shankar & Carol Mendelsohn                                                 | 28 tháng 10 năm 2004 | 505         | 29.60                        |
| 98 | 6                  | "What's Eating Gilbert Grissom?" | Kenneth Fink      | Sarah Goldfinger                                                                               | 4 tháng 11 năm 2004  | 506         | 30.58                        |
| 99 | 7                  | "Formalities"                    | Bill Eagles       | Dustin Lee Abraham & Naren Shankar                                                             | 11 tháng 11 năm 2004 | 507         | 29.64                        |
| 100 | 8                  | "Ch-Ch-Changes"                  | Richard J. Lewis  | Jerry Stahl                                                                                    | 18 tháng 11 năm 2004 | 508         | 31.46                        |
| 101 | 9                  | "Mea Culpa"                      | David Grossman    | Cốt truyện : Carol Mendelsohn & Josh Berman Kịch bản : Josh Berman                             | 25 tháng 11 năm 2004 | 509         | 24.38                        |
| 102 | 10                 | "No Humans Involved"             | Rob Bailey        | Judith McCreary                                                                                | 9 tháng 12 năm 2004  | 510         | 29.83                        |
| 103 | 11                 | "Who Shot Sherlock?"             | Kenneth Fink      | David Rambo & Richard Catalani                                                                 | 6 tháng 1 năm 2005   | 511         | 28.86                        |
| 104 | 12                 | "Snakes"                         | Richard J. Lewis  | Dustin Lee Abraham                                                                             | 13 tháng 1 năm 2005  | 512         | 27.55                        |
| 105 | 13                 | "Nesting Dolls"                  | Bill Eagles       | Sarah Goldfinger                                                                               | 3 tháng 2 năm 2005   | 513         | 24.95                        |
| 106 | 14                 | "Unbearable"                     | Kenneth Fink      | Josh Berman & Carol Mendelsohn                                                                 | 10 tháng 2 năm 2005  | 514         | 27.85                        |
| 107 | 15                 | "King Baby"                      | Richard J. Lewis  | Jerry Stahl                                                                                    | 17 tháng 2 năm 2005  | 515         | 30.72                        |
| 108 | 16                 | "Big Middle"                     | Bill Eagles       | Cốt truyện : Dustin Lee Abraham Kịch bản : Naren Shankar & Judith McCreary                     | 24 tháng 2 năm 2005  | 516         | 28.11                        |
| 109 | 17                 | "Compulsion"                     | Duane Clark       | Josh Berman & Richard Catalani                                                                 | 10 tháng 3 năm 2005  | 517         | 29.40                        |
| 110 | 18                 | "Spark of Life"                  | Kenneth Fink      | Allen MacDonald                                                                                | 31 tháng 3 năm 2005  | 518         | 28.22                        |
| 111 | 19                 | "4x4"                            | Terrence O'Hara   | Cốt truyện : Sarah Goldfinger & Naren Shankar Kịch bản : Dustin Lee Abraham & David Rambo      | 14 tháng 4 năm 2005  | 519         | 27.54                        |
| 112 | 20                 | "Hollywood Brass"                | Bill Eagles       | Sarah Goldfinger & Carol Mendelsohn                                                            | 21 tháng 4 năm 2005  | 521         | 27.02                        |
| 113 | 21                 | "Committed"                      | Richard J. Lewis  | Cốt truyện : Sarah Goldfinger & Uttam Narsu Kịch bản : Richard J. Lewis                        | 28 tháng 4 năm 2005  | 520         | 23.68                        |
| 114 | 22                 | "Weeping Willows"                | Kenneth Fink      | Areanne Lloyd                                                                                  | 5 tháng 5 năm 2005   | 522         | 26.65                        |
| 115 | 23                 | "Iced"                           | Richard J. Lewis  | Josh Berman                                                                                    | 12 tháng 5 năm 2005  | 525         | 26.46                        |
| 116117 | 2425               | "Grave Danger"                   | Quentin Tarantino | Cốt truyện : Quentin Tarantino Kịch bản : Naren Shankar & Anthony E. Zuiker & Carol Mendelsohn | 19 tháng 5 năm 2005  | 523524      | 30.73                        |

| \| TT. tổng thể \| TT. trong mùa phim \| Tiêu đề \| Đạo diễn \| Biên kịch \| Ngày phát hành gốc \| Người xem tại tại Mỹ (triệu) [81] \| \| ------------ \| ------------------ \| ---------------------------------- \| ---------------- \| ---------------------------------------------------------------------------------------------- \| -------------------- \| --------------------------------- \| \| 118 \| 1 \| "Bodies in Motion" \| Richard J. Lewis \| Cốt truyện : Naren Shankar & Carol Mendelsohn Kịch bản : Naren Shankar \| 22 tháng 9 năm 2005 \| 29.02[82] \| \| 119 \| 2 \| "Room Service" \| Kenneth Fink \| Dustin Lee Abraham & Henry Alonso Myers \| 29 tháng 9 năm 2005 \| 28.00[83] \| \| 120 \| 3 \| "Bite Me" \| Jeffrey Hunt \| Cốt truyện : Josh Berman & Carol Mendelsohn Kịch bản : Josh Berman \| 6 tháng 10 năm 2005 \| 28.85[84] \| \| 121 \| 4 \| "Shooting Stars" \| Danny Cannon \| Danny Cannon \| 13 tháng 10 năm 2005 \| 28.34[85] \| \| 122 \| 5 \| "Gum Drops" \| Richard J. Lewis \| Sarah Goldfinger \| 20 tháng 10 năm 2005 \| 28.48[86] \| \| 123 \| 6 \| "Secrets and Flies" \| Terrence O'Hara \| Josh Berman \| 3 tháng 11 năm 2005 \| 28.73[87] \| \| 124 \| 7 \| "A Bullet Runs Through It, Part 1" \| Danny Cannon \| Richard Catalani & Carol Mendelsohn \| 10 tháng 11 năm 2005 \| 29.55[88] \| \| 125 \| 8 \| "A Bullet Runs Through It, Part 2" \| Kenneth Fink \| Richard Catalani & Carol Mendelsohn \| 17 tháng 11 năm 2005 \| 28.98[89] \| \| 126 \| 9 \| "Dog Eat Dog" \| Duane Clark \| Dustin Lee Abraham & Allen MacDonald \| 24 tháng 11 năm 2005 \| 25.72[90] \| \| 127 \| 10 \| "Still Life" \| Richard J. Lewis \| David Rambo \| 8 tháng 12 năm 2005 \| 30.95[91] \| \| 128 \| 11 \| "Werewolves" \| Kenneth Fink \| Josh Berman \| 5 tháng 1 năm 2006 \| 27.23[92] \| \| 129 \| 12 \| "Daddy's Little Girl" \| Terrence O'Hara \| Cốt truyện : Sarah Goldfinger & Naren Shankar Kịch bản : Sarah Goldfinger & Henry Alonso Myers \| 19 tháng 1 năm 2006 \| 27.13[93] \| \| 130 \| 13 \| "Kiss-Kiss, Bye-Bye" \| Danny Cannon \| David Rambo \| 26 tháng 1 năm 2006 \| 25.86[94] \| \| 131 \| 14 \| "Killer" \| Kenneth Fink \| Cốt truyện : Erik Saltzgaber Kịch bản : Naren Shankar & Dustin Lee Abraham \| 2 tháng 2 năm 2006 \| 28.36[95] \| \| 132 \| 15 \| "Pirates of the Third Reich" \| Richard J. Lewis \| Jerry Stahl \| 9 tháng 2 năm 2006 \| 27.42[96] \| \| 133 \| 16 \| "Up in Smoke" \| Duane Clark \| Josh Berman \| 2 tháng 3 năm 2006 \| 27.81[97] \| \| 134 \| 17 \| "I Like to Watch" \| Kenneth Fink \| Henry Alonso Myers & Richard Catalani \| 9 tháng 3 năm 2006 \| 27.16[98] \| \| 135 \| 18 \| "The Unusual Suspect" \| Alec Smight \| Allen MacDonald \| 30 tháng 3 năm 2006 \| 25.23[99] \| \| 136 \| 19 \| "Spellbound" \| Jeffrey Hunt \| Jacqueline Hoyt \| 6 tháng 4 năm 2006 \| 23.33[100] \| \| 137 \| 20 \| "Poppin' Tags" \| Bryan Spicer \| Dustin Lee Abraham \| 13 tháng 4 năm 2006 \| 24.42[101] \| \| 138 \| 21 \| "Rashomama" \| Kenneth Fink \| Sarah Goldfinger \| 27 tháng 4 năm 2006 \| 27.36[102] \| \| 139 \| 22 \| "Time of Your Death" \| Dean White \| Cốt truyện : Danny Cannon Kịch bản : David Rambo & Richard Catalani \| 4 tháng 5 năm 2006 \| 26.05[103] \| \| 140 \| 23 \| "Bang-Bang" \| Terrence O'Hara \| Anthony E. Zuiker & Naren Shankar \| 11 tháng 5 năm 2006 \| 27.04[104] \| \| 141 \| 24 \| "Way to Go" \| Kenneth Fink \| Jerry Stahl \| 18 tháng 5 năm 2006 \| 25.40[105] \| |                    |                                    |                  |                                                                                                |                      |                              |
| TT. tổng thể | TT. trong mùa phim | Tiêu đề                            | Đạo diễn         | Biên kịch                                                                                      | Ngày phát hành gốc   | Người xem tại tại Mỹ (triệu) |
| 118 | 1                  | "Bodies in Motion"                 | Richard J. Lewis | Cốt truyện : Naren Shankar & Carol Mendelsohn Kịch bản : Naren Shankar                         | 22 tháng 9 năm 2005  | 29.02                        |
| 119 | 2                  | "Room Service"                     | Kenneth Fink     | Dustin Lee Abraham & Henry Alonso Myers                                                        | 29 tháng 9 năm 2005  | 28.00                        |
| 120 | 3                  | "Bite Me"                          | Jeffrey Hunt     | Cốt truyện : Josh Berman & Carol Mendelsohn Kịch bản : Josh Berman                             | 6 tháng 10 năm 2005  | 28.85                        |
| 121 | 4                  | "Shooting Stars"                   | Danny Cannon     | Danny Cannon                                                                                   | 13 tháng 10 năm 2005 | 28.34                        |
| 122 | 5                  | "Gum Drops"                        | Richard J. Lewis | Sarah Goldfinger                                                                               | 20 tháng 10 năm 2005 | 28.48                        |
| 123 | 6                  | "Secrets and Flies"                | Terrence O'Hara  | Josh Berman                                                                                    | 3 tháng 11 năm 2005  | 28.73                        |
| 124 | 7                  | "A Bullet Runs Through It, Part 1" | Danny Cannon     | Richard Catalani & Carol Mendelsohn                                                            | 10 tháng 11 năm 2005 | 29.55                        |
| 125 | 8                  | "A Bullet Runs Through It, Part 2" | Kenneth Fink     | Richard Catalani & Carol Mendelsohn                                                            | 17 tháng 11 năm 2005 | 28.98                        |
| 126 | 9                  | "Dog Eat Dog"                      | Duane Clark      | Dustin Lee Abraham & Allen MacDonald                                                           | 24 tháng 11 năm 2005 | 25.72                        |
| 127 | 10                 | "Still Life"                       | Richard J. Lewis | David Rambo                                                                                    | 8 tháng 12 năm 2005  | 30.95                        |
| 128 | 11                 | "Werewolves"                       | Kenneth Fink     | Josh Berman                                                                                    | 5 tháng 1 năm 2006   | 27.23                        |
| 129 | 12                 | "Daddy's Little Girl"              | Terrence O'Hara  | Cốt truyện : Sarah Goldfinger & Naren Shankar Kịch bản : Sarah Goldfinger & Henry Alonso Myers | 19 tháng 1 năm 2006  | 27.13                        |
| 130 | 13                 | "Kiss-Kiss, Bye-Bye"               | Danny Cannon     | David Rambo                                                                                    | 26 tháng 1 năm 2006  | 25.86                        |
| 131 | 14                 | "Killer"                           | Kenneth Fink     | Cốt truyện : Erik Saltzgaber Kịch bản : Naren Shankar & Dustin Lee Abraham                     | 2 tháng 2 năm 2006   | 28.36                        |
| 132 | 15                 | "Pirates of the Third Reich"       | Richard J. Lewis | Jerry Stahl                                                                                    | 9 tháng 2 năm 2006   | 27.42                        |
| 133 | 16                 | "Up in Smoke"                      | Duane Clark      | Josh Berman                                                                                    | 2 tháng 3 năm 2006   | 27.81                        |
| 134 | 17                 | "I Like to Watch"                  | Kenneth Fink     | Henry Alonso Myers & Richard Catalani                                                          | 9 tháng 3 năm 2006   | 27.16                        |
| 135 | 18                 | "The Unusual Suspect"              | Alec Smight      | Allen MacDonald                                                                                | 30 tháng 3 năm 2006  | 25.23                        |
| 136 | 19                 | "Spellbound"                       | Jeffrey Hunt     | Jacqueline Hoyt                                                                                | 6 tháng 4 năm 2006   | 23.33                        |
| 137 | 20                 | "Poppin' Tags"                     | Bryan Spicer     | Dustin Lee Abraham                                                                             | 13 tháng 4 năm 2006  | 24.42                        |
| 138 | 21                 | "Rashomama"                        | Kenneth Fink     | Sarah Goldfinger                                                                               | 27 tháng 4 năm 2006  | 27.36                        |
| 139 | 22                 | "Time of Your Death"               | Dean White       | Cốt truyện : Danny Cannon Kịch bản : David Rambo & Richard Catalani                            | 4 tháng 5 năm 2006   | 26.05                        |
| 140 | 23                 | "Bang-Bang"                        | Terrence O'Hara  | Anthony E. Zuiker & Naren Shankar                                                              | 11 tháng 5 năm 2006  | 27.04                        |
| 141 | 24                 | "Way to Go"                        | Kenneth Fink     | Jerry Stahl                                                                                    | 18 tháng 5 năm 2006  | 25.40                        |

| \| TT. tổng thể \| TT. trong mùa phim \| Tiêu đề \| Đạo diễn \| Biên kịch \| Ngày phát hành gốc \| Người xem tại tại Mỹ (triệu) [106] \| \| ------------ \| ------------------ \| -------------------------------------- \| ------------------ \| -------------------------------------------------------------------------------------------- \| -------------------- \| ---------------------------------- \| \| 142 \| 1 \| "Built to Kill, Part 1" \| Kenneth Fink \| Cốt truyện : Sarah Goldfinger Kịch bản : David Rambo & Naren Shankar \| 21 tháng 9 năm 2006 \| 22.57[107] \| \| 143 \| 2 \| "Built to Kill, Part 2" \| Kenneth Fink \| Cốt truyện : David Rambo Kịch bản : Sarah Goldfinger & Naren Shankar \| 28 tháng 9 năm 2006 \| 23.77[108] \| \| 144 \| 3 \| "Toe Tags" \| Jeffrey Hunt \| Cốt truyện : Allen MacDonald & Carol Mendelsohn Kịch bản : Richard Catalani & Douglas Petrie \| 5 tháng 10 năm 2006 \| 21.51[109] \| \| 145 \| 4 \| "Fannysmackin'" \| Richard J. Lewis \| Dustin Lee Abraham \| 12 tháng 10 năm 2006 \| 21.85[110] \| \| 146 \| 5 \| "Double-Cross" \| Michael Slovis \| Marlane Meyer \| 19 tháng 10 năm 2006 \| 20.49[111] \| \| 147 \| 6 \| "Burn Out" \| Alec Smight \| Jacqueline Hoyt \| 2 tháng 11 năm 2006 \| 20.77[112] \| \| 148 \| 7 \| "Post-Mortem" \| Richard J. Lewis \| Cốt truyện : Naren Shankar Kịch bản : Dustin Lee Abraham & David Rambo \| 9 tháng 11 năm 2006 \| 20.83[113] \| \| 149 \| 8 \| "Happenstance" \| Jean de Segonzac \| Sarah Goldfinger \| 16 tháng 11 năm 2006 \| 24.11[114] \| \| 150 \| 9 \| "Living Legend" \| Martha Coolidge \| Cốt truyện : Carol Mendelsohn & Douglas Petrie Kịch bản : Douglas Petrie \| 23 tháng 11 năm 2006 \| 17.17[115] \| \| 151 \| 10 \| "Loco Motives" \| Kenneth Fink \| Evan Dunsky \| 7 tháng 12 năm 2006 \| 23.25[116] \| \| 152 \| 11 \| "Leaving Las Vegas" \| Richard J. Lewis \| Cốt truyện : Allen MacDonald & Carol Mendelsohn Kịch bản : Allen MacDonald \| 4 tháng 1 năm 2007 \| 26.12[117] \| \| 153 \| 12 \| "Sweet Jane" \| Kenneth Fink \| Kenneth Fink & Naren Shankar \| 18 tháng 1 năm 2007 \| 21.41[118] \| \| 154 \| 13 \| "Redrum" \| Martha Coolidge \| Cốt truyện : Richard Catalani & David Rambo Kịch bản : Jacqueline Hoyt & Carol Mendelsohn \| 25 tháng 1 năm 2007 \| 21.17[119] \| \| 155 \| 14 \| "Meet Market" \| Paris Barclay \| Dustin Lee Abraham \| 1 tháng 2 năm 2007 \| 21.49[120] \| \| 156 \| 15 \| "Law of Gravity" \| Richard J. Lewis \| Cốt truyện : Richard Catalani Kịch bản : Richard Catalani & Carol Mendelsohn \| 8 tháng 2 năm 2007 \| 22.52[121] \| \| 157 \| 16 \| "Monster in the Box" \| Jeffrey Hunt \| Douglas Petrie & Naren Shankar \| 15 tháng 2 năm 2007 \| 22.71[122] \| \| 158 \| 17 \| "Fallen Idols" \| Christopher Leitch \| Marlane Meyer \| 22 tháng 2 năm 2007 \| 21.78[123] \| \| 159 \| 18 \| "Empty Eyes" \| Michael Slovis \| Allen MacDonald \| 29 tháng 3 năm 2007 \| 22.71[124] \| \| 160 \| 19 \| "Big Shots" \| Jeff Woolnough \| Dustin Lee Abraham \| 5 tháng 4 năm 2007 \| 21.69[125] \| \| 161 \| 20 \| "Lab Rats" \| Brad Tanenbaum \| Cốt truyện : Naren Shankar & Sarah Goldfinger Kịch bản : Sarah Goldfinger \| 12 tháng 4 năm 2007 \| 22.18[126] \| \| 162 \| 21 \| "Ending Happy" \| Kenneth Fink \| Evan Dunsky \| 26 tháng 4 năm 2007 \| 20.20[127] \| \| 163 \| 22 \| "Leapin' Lizards" \| Richard J. Lewis \| Cốt truyện : Carol Mendelsohn & David Rambo Kịch bản : David Rambo \| 3 tháng 5 năm 2007 \| 19.02[128] \| \| 164 \| 23 \| "The Good, the Bad and the Dominatrix" \| Alec Smight \| Jacqueline Hoyt \| 10 tháng 5 năm 2007 \| 18.75[129] \| \| 165 \| 24 \| "Living Doll" \| Kenneth Fink \| Naren Shankar & Sarah Goldfinger \| 17 tháng 5 năm 2007 \| 20.45[130] \| |                    |                                        |                    |                                                                                              |                      |                              |
| TT. tổng thể | TT. trong mùa phim | Tiêu đề                                | Đạo diễn           | Biên kịch                                                                                    | Ngày phát hành gốc   | Người xem tại tại Mỹ (triệu) |
| 142 | 1                  | "Built to Kill, Part 1"                | Kenneth Fink       | Cốt truyện : Sarah Goldfinger Kịch bản : David Rambo & Naren Shankar                         | 21 tháng 9 năm 2006  | 22.57                        |
| 143 | 2                  | "Built to Kill, Part 2"                | Kenneth Fink       | Cốt truyện : David Rambo Kịch bản : Sarah Goldfinger & Naren Shankar                         | 28 tháng 9 năm 2006  | 23.77                        |
| 144 | 3                  | "Toe Tags"                             | Jeffrey Hunt       | Cốt truyện : Allen MacDonald & Carol Mendelsohn Kịch bản : Richard Catalani & Douglas Petrie | 5 tháng 10 năm 2006  | 21.51                        |
| 145 | 4                  | "Fannysmackin'"                        | Richard J. Lewis   | Dustin Lee Abraham                                                                           | 12 tháng 10 năm 2006 | 21.85                        |
| 146 | 5                  | "Double-Cross"                         | Michael Slovis     | Marlane Meyer                                                                                | 19 tháng 10 năm 2006 | 20.49                        |
| 147 | 6                  | "Burn Out"                             | Alec Smight        | Jacqueline Hoyt                                                                              | 2 tháng 11 năm 2006  | 20.77                        |
| 148 | 7                  | "Post-Mortem"                          | Richard J. Lewis   | Cốt truyện : Naren Shankar Kịch bản : Dustin Lee Abraham & David Rambo                       | 9 tháng 11 năm 2006  | 20.83                        |
| 149 | 8                  | "Happenstance"                         | Jean de Segonzac   | Sarah Goldfinger                                                                             | 16 tháng 11 năm 2006 | 24.11                        |
| 150 | 9                  | "Living Legend"                        | Martha Coolidge    | Cốt truyện : Carol Mendelsohn & Douglas Petrie Kịch bản : Douglas Petrie                     | 23 tháng 11 năm 2006 | 17.17                        |
| 151 | 10                 | "Loco Motives"                         | Kenneth Fink       | Evan Dunsky                                                                                  | 7 tháng 12 năm 2006  | 23.25                        |
| 152 | 11                 | "Leaving Las Vegas"                    | Richard J. Lewis   | Cốt truyện : Allen MacDonald & Carol Mendelsohn Kịch bản : Allen MacDonald                   | 4 tháng 1 năm 2007   | 26.12                        |
| 153 | 12                 | "Sweet Jane"                           | Kenneth Fink       | Kenneth Fink & Naren Shankar                                                                 | 18 tháng 1 năm 2007  | 21.41                        |
| 154 | 13                 | "Redrum"                               | Martha Coolidge    | Cốt truyện : Richard Catalani & David Rambo Kịch bản : Jacqueline Hoyt & Carol Mendelsohn    | 25 tháng 1 năm 2007  | 21.17                        |
| 155 | 14                 | "Meet Market"                          | Paris Barclay      | Dustin Lee Abraham                                                                           | 1 tháng 2 năm 2007   | 21.49                        |
| 156 | 15                 | "Law of Gravity"                       | Richard J. Lewis   | Cốt truyện : Richard Catalani Kịch bản : Richard Catalani & Carol Mendelsohn                 | 8 tháng 2 năm 2007   | 22.52                        |
| 157 | 16                 | "Monster in the Box"                   | Jeffrey Hunt       | Douglas Petrie & Naren Shankar                                                               | 15 tháng 2 năm 2007  | 22.71                        |
| 158 | 17                 | "Fallen Idols"                         | Christopher Leitch | Marlane Meyer                                                                                | 22 tháng 2 năm 2007  | 21.78                        |
| 159 | 18                 | "Empty Eyes"                           | Michael Slovis     | Allen MacDonald                                                                              | 29 tháng 3 năm 2007  | 22.71                        |
| 160 | 19                 | "Big Shots"                            | Jeff Woolnough     | Dustin Lee Abraham                                                                           | 5 tháng 4 năm 2007   | 21.69                        |
| 161 | 20                 | "Lab Rats"                             | Brad Tanenbaum     | Cốt truyện : Naren Shankar & Sarah Goldfinger Kịch bản : Sarah Goldfinger                    | 12 tháng 4 năm 2007  | 22.18                        |
| 162 | 21                 | "Ending Happy"                         | Kenneth Fink       | Evan Dunsky                                                                                  | 26 tháng 4 năm 2007  | 20.20                        |
| 163 | 22                 | "Leapin' Lizards"                      | Richard J. Lewis   | Cốt truyện : Carol Mendelsohn & David Rambo Kịch bản : David Rambo                           | 3 tháng 5 năm 2007   | 19.02                        |
| 164 | 23                 | "The Good, the Bad and the Dominatrix" | Alec Smight        | Jacqueline Hoyt                                                                              | 10 tháng 5 năm 2007  | 18.75                        |
| 165 | 24                 | "Living Doll"                          | Kenneth Fink       | Naren Shankar & Sarah Goldfinger                                                             | 17 tháng 5 năm 2007  | 20.45                        |

| \| TT. tổng thể \| TT. trong mùa phim \| Tiêu đề \| Đạo diễn \| Biên kịch \| Ngày phát hành gốc \| Người xem tại tại Mỹ (triệu) [131] \| \| ------------ \| ------------------ \| ------------------------------------- \| ------------------ \| ----------------------------------------------------------------------------------------------- \| -------------------- \| ---------------------------------------------------------- \| \| 166 \| 1 \| "Dead Doll" \| Kenneth Fink \| Cốt truyện : Naren Shankar Kịch bản : Dustin Lee Abraham & Allen MacDonald \| 27 tháng 9 năm 2007 \| 25.22[132] \| \| 167 \| 2 \| "A La Cart" \| Richard J. Lewis \| Sarah Goldfinger & Richard Catalani \| 4 tháng 10 năm 2007 \| 20.97[133] \| \| 168 \| 3 \| "Go to Hell" \| Jeffrey Hunt \| Douglas Petrie \| 11 tháng 10 năm 2007 \| 19.79[134] \| \| 169 \| 4 \| "The Case of the Cross-Dressing Carp" \| Alec Smight \| David Rambo & Jacqueline Hoyt \| 18 tháng 10 năm 2007 \| 21.22[135] \| \| 170 \| 5 \| "The Chick Chop Flick Shop" \| Richard J. Lewis \| Evan Dunsky \| 1 tháng 11 năm 2007 \| 19.06[136] http://www.thefutoncritic.com/news.aspx?id=6187 \| \| 171 \| 6 \| "Who & What" \| Danny Cannon \| Cốt truyện : Carol Mendelsohn & Naren Shankar Kịch bản : Richard Catalani & Danny Cannon \| 8 tháng 11 năm 2007 \| 21.94[137] \| \| 172 \| 7 \| "Goodbye & Good Luck" \| Kenneth Fink \| Cốt truyện : Allen MacDonald & Sarah Goldfinger Kịch bản : Allen MacDonald & Naren Shankar \| 15 tháng 11 năm 2007 \| 21.37[138] \| \| 173 \| 8 \| "You Kill Me" \| Paris Barclay \| Cốt truyện : Naren Shankar & Sarah Goldfinger Kịch bản : Douglas Petrie & Naren Shankar \| 22 tháng 11 năm 2007 \| 14.75[139] \| \| 174 \| 9 \| "Cockroaches" \| William Friedkin \| Dustin Lee Abraham \| 6 tháng 12 năm 2007 \| 18.80[140] \| \| 175 \| 10 \| "Lying Down With Dogs" \| Michael Slovis \| Christopher Barbour & Michael F.X. Daley \| 13 tháng 12 năm 2007 \| 19.87[141] \| \| 176 \| 11 \| "Bull" \| Richard J. Lewis \| Cốt truyện : David Rambo & Steven Felder Kịch bản : David Rambo \| 10 tháng 1 năm 2008 \| 18.18[142] \| \| 177 \| 12 \| "Grissom's Divine Comedy" \| Richard J. Lewis \| Cốt truyện : Jacqueline Hoyt & Carol Mendelsohn Kịch bản : Jacqueline Hoyt \| 3 tháng 4 năm 2008 \| 20.58[143] \| \| 178 \| 13 \| "A Thousand Days on Earth" \| Kenneth Fink \| Evan Dunsky \| 10 tháng 4 năm 2008 \| 20.09[144] \| \| 179 \| 14 \| "Drops' Out" \| Jeffrey Hunt \| Cốt truyện : Dustin Lee Abraham & Naren Shankar Kịch bản : Dustin Lee Abraham & Allen MacDonald \| 24 tháng 4 năm 2008 \| 17.02[145] \| \| 180 \| 15 \| "The Theory of Everything" \| Christopher Leitch \| Cốt truyện : Carol Mendelsohn & David Rambo Kịch bản : Douglas Petrie & David Rambo \| 1 tháng 5 năm 2008 \| 18.01[146] \| \| 181 \| 16 \| "Two and a Half Deaths" \| Alec Smight \| Chuck Lorre & Lee Aronsohn \| 8 tháng 5 năm 2008 \| 18.07[147] \| \| 182 \| 17 \| "For Gedda" \| Kenneth Fink \| Cốt truyện : Dustin Lee Abraham & Kenneth Fink Kịch bản : Dustin Lee Abraham & Richard Catalani \| 15 tháng 5 năm 2008 \| 18.06[148] \| |                    |                                       |                    |                                                                                                 |                      |                                                       |
| TT. tổng thể | TT. trong mùa phim | Tiêu đề                               | Đạo diễn           | Biên kịch                                                                                       | Ngày phát hành gốc   | Người xem tại tại Mỹ (triệu)                          |
| 166 | 1                  | "Dead Doll"                           | Kenneth Fink       | Cốt truyện : Naren Shankar Kịch bản : Dustin Lee Abraham & Allen MacDonald                      | 27 tháng 9 năm 2007  | 25.22                                                 |
| 167 | 2                  | "A La Cart"                           | Richard J. Lewis   | Sarah Goldfinger & Richard Catalani                                                             | 4 tháng 10 năm 2007  | 20.97                                                 |
| 168 | 3                  | "Go to Hell"                          | Jeffrey Hunt       | Douglas Petrie                                                                                  | 11 tháng 10 năm 2007 | 19.79                                                 |
| 169 | 4                  | "The Case of the Cross-Dressing Carp" | Alec Smight        | David Rambo & Jacqueline Hoyt                                                                   | 18 tháng 10 năm 2007 | 21.22                                                 |
| 170 | 5                  | "The Chick Chop Flick Shop"           | Richard J. Lewis   | Evan Dunsky                                                                                     | 1 tháng 11 năm 2007  | 19.06 http://www.thefutoncritic.com/news.aspx?id=6187 |
| 171 | 6                  | "Who & What"                          | Danny Cannon       | Cốt truyện : Carol Mendelsohn & Naren Shankar Kịch bản : Richard Catalani & Danny Cannon        | 8 tháng 11 năm 2007  | 21.94                                                 |
| 172 | 7                  | "Goodbye & Good Luck"                 | Kenneth Fink       | Cốt truyện : Allen MacDonald & Sarah Goldfinger Kịch bản : Allen MacDonald & Naren Shankar      | 15 tháng 11 năm 2007 | 21.37                                                 |
| 173 | 8                  | "You Kill Me"                         | Paris Barclay      | Cốt truyện : Naren Shankar & Sarah Goldfinger Kịch bản : Douglas Petrie & Naren Shankar         | 22 tháng 11 năm 2007 | 14.75                                                 |
| 174 | 9                  | "Cockroaches"                         | William Friedkin   | Dustin Lee Abraham                                                                              | 6 tháng 12 năm 2007  | 18.80                                                 |
| 175 | 10                 | "Lying Down With Dogs"                | Michael Slovis     | Christopher Barbour & Michael F.X. Daley                                                        | 13 tháng 12 năm 2007 | 19.87                                                 |
| 176 | 11                 | "Bull"                                | Richard J. Lewis   | Cốt truyện : David Rambo & Steven Felder Kịch bản : David Rambo                                 | 10 tháng 1 năm 2008  | 18.18                                                 |
| 177 | 12                 | "Grissom's Divine Comedy"             | Richard J. Lewis   | Cốt truyện : Jacqueline Hoyt & Carol Mendelsohn Kịch bản : Jacqueline Hoyt                      | 3 tháng 4 năm 2008   | 20.58                                                 |
| 178 | 13                 | "A Thousand Days on Earth"            | Kenneth Fink       | Evan Dunsky                                                                                     | 10 tháng 4 năm 2008  | 20.09                                                 |
| 179 | 14                 | "Drops' Out"                          | Jeffrey Hunt       | Cốt truyện : Dustin Lee Abraham & Naren Shankar Kịch bản : Dustin Lee Abraham & Allen MacDonald | 24 tháng 4 năm 2008  | 17.02                                                 |
| 180 | 15                 | "The Theory of Everything"            | Christopher Leitch | Cốt truyện : Carol Mendelsohn & David Rambo Kịch bản : Douglas Petrie & David Rambo             | 1 tháng 5 năm 2008   | 18.01                                                 |
| 181 | 16                 | "Two and a Half Deaths"               | Alec Smight        | Chuck Lorre & Lee Aronsohn                                                                      | 8 tháng 5 năm 2008   | 18.07                                                 |
| 182 | 17                 | "For Gedda"                           | Kenneth Fink       | Cốt truyện : Dustin Lee Abraham & Kenneth Fink Kịch bản : Dustin Lee Abraham & Richard Catalani | 15 tháng 5 năm 2008  | 18.06                                                 |

| \| TT. tổng thể \| TT. trong mùa phim \| Tiêu đề \| Đạo diễn \| Biên kịch \| Ngày phát hành gốc \| Người xem tại tại Mỹ (triệu) [149] \| \| ------------ \| ------------------ \| -------------------------- \| ------------------ \| ---------------------------------------------------------------------------------------- \| -------------------- \| ---------------------------------- \| \| 183 \| 1 \| "For Warrick" \| Richard J. Lewis \| Cốt truyện : Carol Mendelsohn Kịch bản : Allen MacDonald & Richard J. Lewis \| 9 tháng 10 năm 2008 \| 23.49[150] \| \| 184 \| 2 \| "The Happy Place" \| Nathan Hope \| Sarah Goldfinger \| 16 tháng 10 năm 2008 \| 19.28[151] \| \| 185 \| 3 \| "Art Imitates Life" \| Kenneth Fink \| Evan Dunsky \| 23 tháng 10 năm 2008 \| 19.49[152] \| \| 186 \| 4 \| "Let It Bleed" \| Brad Tanenbaum \| Corinne Marrinan \| 30 tháng 10 năm 2008 \| 19.10[153] \| \| 187 \| 5 \| "Leave Out All the Rest" \| Kenneth Fink \| Jacqueline Hoyt \| 6 tháng 11 năm 2008 \| 18.18[154] \| \| 188 \| 6 \| "Say Uncle" \| Richard J. Lewis \| Dustin Lee Abraham \| 13 tháng 11 năm 2008 \| 19.05[155] \| \| 189 \| 7 \| "Woulda, Coulda, Shoulda" \| Brad Tanenbaum \| Kịch bản : Allen MacDonald Story by: Naren Shankar & Allen MacDonald \| 20 tháng 11 năm 2008 \| 18.45[156] \| \| 190 \| 8 \| "Young Man with a Horn" \| Jeffrey Hunt \| David Rambo \| 4 tháng 12 năm 2008 \| 17.48[157] \| \| 191 \| 9 \| "19 Down..." \| Kenneth Fink \| Naren Shankar & Carol Mendelsohn \| 11 tháng 12 năm 2008 \| 20.86[158] \| \| 192 \| 10 \| "One to Go" \| Alec Smight \| Carol Mendelsohn & Naren Shankar \| 15 tháng 1 năm 2009 \| 24.25[159] \| \| 193 \| 11 \| "The Grave Shift" \| Richard J. Lewis \| David Weddle & Bradley Thompson \| 22 tháng 1 năm 2009 \| 17.57[160] \| \| 194 \| 12 \| "Disarmed & Dangerous" \| Kenneth Fink \| Dustin Lee Abraham & Evan Dunsky \| 29 tháng 1 năm 2009 \| 20.15[161] \| \| 195 \| 13 \| "Deep Fried & Minty Fresh" \| Alec Smight \| Corinne Marrinan & Sarah Goldfinger \| 12 tháng 2 năm 2009 \| 17.94[162] \| \| 196 \| 14 \| "Miscarriage of Justice" \| Louis Shaw Milito \| Richard Catalani & Jacqueline Hoyt \| 19 tháng 2 năm 2009 \| 16.92[163] \| \| 197 \| 15 \| "Kill Me If You Can" \| Nathan Hope \| Cốt truyện : Bradley Thompson & David Weddle Kịch bản : Allen MacDonald \| 26 tháng 2 năm 2009 \| 17.72[164] \| \| 198 \| 16 \| "Turn, Turn, Turn" \| Richard J. Lewis \| Tom Mularz \| 5 tháng 3 năm 2009 \| 20.88[165] \| \| 199 \| 17 \| "No Way Out" \| Alec Smight \| Fulvia Charles-Lindsay \| 12 tháng 3 năm 2009 \| 17.13[166] \| \| 200 \| 18 \| "Mascara" \| William Friedkin \| Cốt truyện : Dustin Lee Abraham & Naren Shankar Kịch bản : Dustin Lee Abraham \| 2 tháng 4 năm 2009 \| 14.63[167] \| \| 201 \| 19 \| "The Descent of Man" \| Christopher Leitch \| Evan Dunsky \| 9 tháng 4 năm 2009 \| 16.63[168] \| \| 202 \| 20 \| "A Space Oddity" \| Michael Nankin \| Cốt truyện : Naren Shankar Kịch bản : David Weddle & Bradley Thompson \| 16 tháng 4 năm 2009 \| 15.72[169] \| \| 203 \| 21 \| "If I Had a Hammer..." \| Brad Tanenbaum \| Cốt truyện : Daniel Steck Kịch bản : Allen MacDonald & Corinne Marrinan \| 23 tháng 4 năm 2009 \| 14.64[170] \| \| 204 \| 22 \| "The Gone Dead Train" \| Alec Smight \| Jacqueline Hoyt \| 30 tháng 4 năm 2009 \| 15.54[171] \| \| 205 \| 23 \| "Hog Heaven" \| Louis Shaw Milito \| David Rambo \| 7 tháng 5 năm 2009 \| 14.91[172] \| \| 206 \| 24 \| "All In" \| Paris Barclay \| Cốt truyện : Naren Shankar & Phillip Schenkler Kịch bản : Evan Dunsky & Richard Catalani \| 14 tháng 5 năm 2009 \| 14.81[173] \| |                    |                            |                    |                                                                                          |                      |                              |
| TT. tổng thể | TT. trong mùa phim | Tiêu đề                    | Đạo diễn           | Biên kịch                                                                                | Ngày phát hành gốc   | Người xem tại tại Mỹ (triệu) |
| 183 | 1                  | "For Warrick"              | Richard J. Lewis   | Cốt truyện : Carol Mendelsohn Kịch bản : Allen MacDonald & Richard J. Lewis              | 9 tháng 10 năm 2008  | 23.49                        |
| 184 | 2                  | "The Happy Place"          | Nathan Hope        | Sarah Goldfinger                                                                         | 16 tháng 10 năm 2008 | 19.28                        |
| 185 | 3                  | "Art Imitates Life"        | Kenneth Fink       | Evan Dunsky                                                                              | 23 tháng 10 năm 2008 | 19.49                        |
| 186 | 4                  | "Let It Bleed"             | Brad Tanenbaum     | Corinne Marrinan                                                                         | 30 tháng 10 năm 2008 | 19.10                        |
| 187 | 5                  | "Leave Out All the Rest"   | Kenneth Fink       | Jacqueline Hoyt                                                                          | 6 tháng 11 năm 2008  | 18.18                        |
| 188 | 6                  | "Say Uncle"                | Richard J. Lewis   | Dustin Lee Abraham                                                                       | 13 tháng 11 năm 2008 | 19.05                        |
| 189 | 7                  | "Woulda, Coulda, Shoulda"  | Brad Tanenbaum     | Kịch bản : Allen MacDonald Story by: Naren Shankar & Allen MacDonald                     | 20 tháng 11 năm 2008 | 18.45                        |
| 190 | 8                  | "Young Man with a Horn"    | Jeffrey Hunt       | David Rambo                                                                              | 4 tháng 12 năm 2008  | 17.48                        |
| 191 | 9                  | "19 Down..."               | Kenneth Fink       | Naren Shankar & Carol Mendelsohn                                                         | 11 tháng 12 năm 2008 | 20.86                        |
| 192 | 10                 | "One to Go"                | Alec Smight        | Carol Mendelsohn & Naren Shankar                                                         | 15 tháng 1 năm 2009  | 24.25                        |
| 193 | 11                 | "The Grave Shift"          | Richard J. Lewis   | David Weddle & Bradley Thompson                                                          | 22 tháng 1 năm 2009  | 17.57                        |
| 194 | 12                 | "Disarmed & Dangerous"     | Kenneth Fink       | Dustin Lee Abraham & Evan Dunsky                                                         | 29 tháng 1 năm 2009  | 20.15                        |
| 195 | 13                 | "Deep Fried & Minty Fresh" | Alec Smight        | Corinne Marrinan & Sarah Goldfinger                                                      | 12 tháng 2 năm 2009  | 17.94                        |
| 196 | 14                 | "Miscarriage of Justice"   | Louis Shaw Milito  | Richard Catalani & Jacqueline Hoyt                                                       | 19 tháng 2 năm 2009  | 16.92                        |
| 197 | 15                 | "Kill Me If You Can"       | Nathan Hope        | Cốt truyện : Bradley Thompson & David Weddle Kịch bản : Allen MacDonald                  | 26 tháng 2 năm 2009  | 17.72                        |
| 198 | 16                 | "Turn, Turn, Turn"         | Richard J. Lewis   | Tom Mularz                                                                               | 5 tháng 3 năm 2009   | 20.88                        |
| 199 | 17                 | "No Way Out"               | Alec Smight        | Fulvia Charles-Lindsay                                                                   | 12 tháng 3 năm 2009  | 17.13                        |
| 200 | 18                 | "Mascara"                  | William Friedkin   | Cốt truyện : Dustin Lee Abraham & Naren Shankar Kịch bản : Dustin Lee Abraham            | 2 tháng 4 năm 2009   | 14.63                        |
| 201 | 19                 | "The Descent of Man"       | Christopher Leitch | Evan Dunsky                                                                              | 9 tháng 4 năm 2009   | 16.63                        |
| 202 | 20                 | "A Space Oddity"           | Michael Nankin     | Cốt truyện : Naren Shankar Kịch bản : David Weddle & Bradley Thompson                    | 16 tháng 4 năm 2009  | 15.72                        |
| 203 | 21                 | "If I Had a Hammer..."     | Brad Tanenbaum     | Cốt truyện : Daniel Steck Kịch bản : Allen MacDonald & Corinne Marrinan                  | 23 tháng 4 năm 2009  | 14.64                        |
| 204 | 22                 | "The Gone Dead Train"      | Alec Smight        | Jacqueline Hoyt                                                                          | 30 tháng 4 năm 2009  | 15.54                        |
| 205 | 23                 | "Hog Heaven"               | Louis Shaw Milito  | David Rambo                                                                              | 7 tháng 5 năm 2009   | 14.91                        |
| 206 | 24                 | "All In"                   | Paris Barclay      | Cốt truyện : Naren Shankar & Phillip Schenkler Kịch bản : Evan Dunsky & Richard Catalani | 14 tháng 5 năm 2009  | 14.81                        |

| \| TT. tổng thể \| TT. trong mùa phim \| Tiêu đề \| Đạo diễn \| Biên kịch \| Ngày phát hành gốc \| Người xem tại tại Mỹ (triệu) [174] \| \| ------------ \| ------------------ \| ----------------------- \| ----------------- \| -------------------------------------------------------------------------------------- \| -------------------- \| ---------------------------------- \| \| 207 \| 1 \| "Family Affair" \| Kenneth Fink \| Cốt truyện : Naren Shankar Kịch bản : Bradley Thompson & David Weddle \| 24 tháng 9 năm 2009 \| 16.04[175] \| \| 208 \| 2 \| "Ghost Town" \| Alec Smight \| Cốt truyện : Dustin Lee Abraham & Carol Mendelsohn Kịch bản : Dustin Lee Abraham \| 1 tháng 10 năm 2009 \| 15.94[176] \| \| 209 \| 3 \| "Working Stiffs" \| Naren Shankar \| Naren Shankar \| 8 tháng 10 năm 2009 \| 14.90[177] \| \| 210 \| 4 \| "Coup de Grace" \| Paris Barclay \| Cốt truyện : David Rambo & Richard Catalani Kịch bản : David Rambo \| 15 tháng 10 năm 2009 \| 15.37[178] \| \| 211 \| 5 \| "Bloodsport" \| Jeffrey Hunt \| Allen MacDonald \| 29 tháng 10 năm 2009 \| 15.24[179] \| \| 212 \| 6 \| "Death & The Maiden" \| Brad Tanenbaum \| Jacqueline Hoyt \| 5 tháng 11 năm 2009 \| 15.60[180] \| \| 213 \| 7 \| "The Lost Girls" \| Alec Smight \| David Weddle & Bradley Thompson \| 12 tháng 11 năm 2009 \| 17.38[181] \| \| 214 \| 8 \| "Lover's Lanes" \| Andrew Bernstein \| Dustin Lee Abraham \| 19 tháng 11 năm 2009 \| 14.91[182] \| \| 215 \| 9 \| "Appendicitement" \| Kenneth Fink \| Evan Dunsky \| 10 tháng 12 năm 2009 \| 16.43[183] \| \| 216 \| 10 \| "Better Off Dead" \| Jeffrey Hunt \| Cốt truyện : Richard Catalani & Tom Mularz Kịch bản : Corinne Marrinan & Tom Mularz \| 17 tháng 12 năm 2009 \| 15.58[184] \| \| 217 \| 11 \| "Sin City Blue" \| Louis Shaw Milito \| Cốt truyện : Daniel Steck Kịch bản : David Rambo & Jacqueline Hoyt \| 14 tháng 1 năm 2010 \| 15.33[185] \| \| 218 \| 12 \| "Long Ball" \| Alec Smight \| Christopher Barbour \| 21 tháng 1 năm 2010 \| 14.29[186] \| \| 219 \| 13 \| "Internal Combustion" \| Brad Tanenbaum \| Jennifer N. Levin \| 4 tháng 2 năm 2010 \| 14.49[187] \| \| 220 \| 14 \| "Unshockable" \| Kenneth Fink \| Michael Frost Beckner \| 4 tháng 3 năm 2010 \| 15.59[188] \| \| 221 \| 15 \| "Neverland" \| Alec Smight \| Tom Mularz \| 11 tháng 3 năm 2010 \| 15.25[189] \| \| 222 \| 16 \| "The Panty Sniffer" \| Louis Shaw Milito \| Cốt truyện : Richard Catalani & Jacqueline Hoyt Kịch bản : Jacqueline Hoyt \| 1 tháng 4 năm 2010 \| 13.35[190] \| \| 223 \| 17 \| "Irradiator" \| Michael Nankin \| Bradley Thompson & David Weddle \| 8 tháng 4 năm 2010 \| 14.97[191] \| \| 224 \| 18 \| "Field Mice" \| Brad Tanenbaum \| Cốt truyện : Naren Shankar & Jennifer N. Levin Kịch bản : Liz Vassey & Wallace Langham \| 15 tháng 4 năm 2010 \| 13.19[192] \| \| 225 \| 19 \| "World's End" \| Alec Smight \| Evan Dunsky \| 22 tháng 4 năm 2010 \| 13.35[193] \| \| 226 \| 20 \| "Take My Life, Please!" \| Martha Coolidge \| David Rambo & Dustin Lee Abraham \| 29 tháng 4 năm 2010 \| 13.63[194] \| \| 227 \| 21 \| "Lost & Found" \| Frank Waldeck \| Cốt truyện : Elizabeth Devine Kịch bản : Corinne Marrinan \| 6 tháng 5 năm 2010 \| 14.15[195] \| \| 228 \| 22 \| "Doctor Who" \| Jeffrey Hunt \| Tom Mularz \| 13 tháng 5 năm 2010 \| 13.42[196] \| \| 229 \| 23 \| "Meat Jekyll" \| Alec Smight \| Cốt truyện : Naren Shankar Kịch bản : Evan Dunsky \| 20 tháng 5 năm 2010 \| 14.35[197] \| |                    |                         |                   |                                                                                        |                      |                              |
| TT. tổng thể | TT. trong mùa phim | Tiêu đề                 | Đạo diễn          | Biên kịch                                                                              | Ngày phát hành gốc   | Người xem tại tại Mỹ (triệu) |
| 207 | 1                  | "Family Affair"         | Kenneth Fink      | Cốt truyện : Naren Shankar Kịch bản : Bradley Thompson & David Weddle                  | 24 tháng 9 năm 2009  | 16.04                        |
| 208 | 2                  | "Ghost Town"            | Alec Smight       | Cốt truyện : Dustin Lee Abraham & Carol Mendelsohn Kịch bản : Dustin Lee Abraham       | 1 tháng 10 năm 2009  | 15.94                        |
| 209 | 3                  | "Working Stiffs"        | Naren Shankar     | Naren Shankar                                                                          | 8 tháng 10 năm 2009  | 14.90                        |
| 210 | 4                  | "Coup de Grace"         | Paris Barclay     | Cốt truyện : David Rambo & Richard Catalani Kịch bản : David Rambo                     | 15 tháng 10 năm 2009 | 15.37                        |
| 211 | 5                  | "Bloodsport"            | Jeffrey Hunt      | Allen MacDonald                                                                        | 29 tháng 10 năm 2009 | 15.24                        |
| 212 | 6                  | "Death & The Maiden"    | Brad Tanenbaum    | Jacqueline Hoyt                                                                        | 5 tháng 11 năm 2009  | 15.60                        |
| 213 | 7                  | "The Lost Girls"        | Alec Smight       | David Weddle & Bradley Thompson                                                        | 12 tháng 11 năm 2009 | 17.38                        |
| 214 | 8                  | "Lover's Lanes"         | Andrew Bernstein  | Dustin Lee Abraham                                                                     | 19 tháng 11 năm 2009 | 14.91                        |
| 215 | 9                  | "Appendicitement"       | Kenneth Fink      | Evan Dunsky                                                                            | 10 tháng 12 năm 2009 | 16.43                        |
| 216 | 10                 | "Better Off Dead"       | Jeffrey Hunt      | Cốt truyện : Richard Catalani & Tom Mularz Kịch bản : Corinne Marrinan & Tom Mularz    | 17 tháng 12 năm 2009 | 15.58                        |
| 217 | 11                 | "Sin City Blue"         | Louis Shaw Milito | Cốt truyện : Daniel Steck Kịch bản : David Rambo & Jacqueline Hoyt                     | 14 tháng 1 năm 2010  | 15.33                        |
| 218 | 12                 | "Long Ball"             | Alec Smight       | Christopher Barbour                                                                    | 21 tháng 1 năm 2010  | 14.29                        |
| 219 | 13                 | "Internal Combustion"   | Brad Tanenbaum    | Jennifer N. Levin                                                                      | 4 tháng 2 năm 2010   | 14.49                        |
| 220 | 14                 | "Unshockable"           | Kenneth Fink      | Michael Frost Beckner                                                                  | 4 tháng 3 năm 2010   | 15.59                        |
| 221 | 15                 | "Neverland"             | Alec Smight       | Tom Mularz                                                                             | 11 tháng 3 năm 2010  | 15.25                        |
| 222 | 16                 | "The Panty Sniffer"     | Louis Shaw Milito | Cốt truyện : Richard Catalani & Jacqueline Hoyt Kịch bản : Jacqueline Hoyt             | 1 tháng 4 năm 2010   | 13.35                        |
| 223 | 17                 | "Irradiator"            | Michael Nankin    | Bradley Thompson & David Weddle                                                        | 8 tháng 4 năm 2010   | 14.97                        |
| 224 | 18                 | "Field Mice"            | Brad Tanenbaum    | Cốt truyện : Naren Shankar & Jennifer N. Levin Kịch bản : Liz Vassey & Wallace Langham | 15 tháng 4 năm 2010  | 13.19                        |
| 225 | 19                 | "World's End"           | Alec Smight       | Evan Dunsky                                                                            | 22 tháng 4 năm 2010  | 13.35                        |
| 226 | 20                 | "Take My Life, Please!" | Martha Coolidge   | David Rambo & Dustin Lee Abraham                                                       | 29 tháng 4 năm 2010  | 13.63                        |
| 227 | 21                 | "Lost & Found"          | Frank Waldeck     | Cốt truyện : Elizabeth Devine Kịch bản : Corinne Marrinan                              | 6 tháng 5 năm 2010   | 14.15                        |
| 228 | 22                 | "Doctor Who"            | Jeffrey Hunt      | Tom Mularz                                                                             | 13 tháng 5 năm 2010  | 13.42                        |
| 229 | 23                 | "Meat Jekyll"           | Alec Smight       | Cốt truyện : Naren Shankar Kịch bản : Evan Dunsky                                      | 20 tháng 5 năm 2010  | 14.35                        |

| \| TT. tổng thể \| TT. trong mùa phim \| Tiêu đề \| Đạo diễn \| Biên kịch \| Ngày phát hành gốc \| Người xem tại tại Mỹ (triệu) \| \| ------------ \| ------------------ \| ----------------------------- \| ----------------- \| --------------------------------------------------------------------------------------------------- \| -------------------- \| ---------------------------- \| \| 230 \| 1 \| "Shockwaves" \| Alec Smight \| David Weddle & Bradley Thompson \| 23 tháng 9 năm 2010 \| 14.69[198][199] \| \| 231 \| 2 \| "Pool Shark" \| Michael Nankin \| Dustin Lee Abraham \| 30 tháng 9 năm 2010 \| 13.41[200] \| \| 232 \| 3 \| "Blood Moon" \| Brad Tanenbaum \| Treena Hancock & Melissa R. Byer \| 7 tháng 10 năm 2010 \| 12.50[201] \| \| 233 \| 4 \| "Sqweegel" \| Jeffrey Hunt \| Cốt truyện : Anthony E. Zuiker & Duane Swierczynski Kịch bản : Anthony E. Zuiker & Carol Mendelsohn \| 14 tháng 10 năm 2010 \| 14.45[202] \| \| 234 \| 5 \| "House of Hoarders" \| Alec Smight \| Christopher Barbour \| 21 tháng 10 năm 2010 \| 14.96[203] \| \| 235 \| 6 \| "Cold Blooded" \| Louis Shaw Milito \| Tom Mularz \| 28 tháng 10 năm 2010 \| 14.27[204] \| \| 236 \| 7 \| "Bump & Grind" \| Michael Nankin \| Don McGill \| 4 tháng 11 năm 2010 \| 13.96[205] \| \| 237 \| 8 \| "Fracked" \| Martha Coolidge \| Bradley Thompson & David Weddle \| 11 tháng 11 năm 2010 \| 12.99[206] \| \| 238 \| 9 \| "Wild Life" \| Charles Haid \| Melissa R. Byer & Treena Hancock \| 18 tháng 11 năm 2010 \| 14.15[207] \| \| 239 \| 10 \| "418/427" \| Frank Waldeck \| Michael Frost Beckner \| 9 tháng 12 năm 2010 \| 13.17[208] \| \| 240 \| 11 \| "Man Up" \| Alec Smight \| Michael F.X. Daley \| 6 tháng 1 năm 2011 \| 14.22[209] \| \| 241 \| 12 \| "A Kiss Before Frying" \| Brad Tanenbaum \| Evan Dunsky \| 20 tháng 1 năm 2011 \| 14.34[210] \| \| 242 \| 13 \| "The Two Mrs. Grissoms" \| Steven Felder \| Cốt truyện : Christopher Barbour Kịch bản : Treena Hancock & Melissa R. Byer \| 3 tháng 2 năm 2011 \| 13.98[211] \| \| 243 \| 14 \| "All That Cremains" \| Jeffrey Hunt \| Dustin Lee Abraham \| 10 tháng 2 năm 2011 \| 12.64[212] \| \| 244 \| 15 \| "Targets of Obsession" \| Alec Smight \| David Weddle & Bradley Thompson \| 17 tháng 2 năm 2011 \| 13.29[213] \| \| 245 \| 16 \| "Turn On, Tune In, Drop Dead" \| Paul McCrane \| Tom Mularz \| 24 tháng 2 năm 2011 \| 12.41[214] \| \| 246 \| 17 \| "The List" \| Louis Shaw Milito \| Richard Catalani \| 10 tháng 3 năm 2011 \| 13.39[215] \| \| 247 \| 18 \| "Hitting for the Cycle" \| Alec Smight \| Daniel Steck & Richard Catalani \| 31 tháng 3 năm 2011 \| 12.76[216] \| \| 248 \| 19 \| "Unleashed" \| Brad Tanenbaum \| Ed Whitmore & Anthony E. Zuiker \| 7 tháng 4 năm 2011 \| 13.06[217] \| \| 249 \| 20 \| "Father of the Bride" \| Frank Waldeck \| Evan Dunsky \| 28 tháng 4 năm 2011 \| 10.84[218] \| \| 250 \| 21 \| "Cello and Goodbye" \| Alec Smight \| Christopher Barbour & Don McGill \| 5 tháng 5 năm 2011 \| 10.67[219] \| \| 251 \| 22 \| "In a Dark, Dark House" \| Jeffrey Hunt \| Tom Mularz \| 12 tháng 5 năm 2011 \| 11.77[220] \| |                    |                               |                   | |                      |                              |
| TT. tổng thể | TT. trong mùa phim | Tiêu đề                       | Đạo diễn          | Biên kịch                                                                                           | Ngày phát hành gốc   | Người xem tại tại Mỹ (triệu) |
| 230 | 1                  | "Shockwaves"                  | Alec Smight       | David Weddle & Bradley Thompson                                                                     | 23 tháng 9 năm 2010  | 14.69                        |
| 231 | 2                  | "Pool Shark"                  | Michael Nankin    | Dustin Lee Abraham                                                                                  | 30 tháng 9 năm 2010  | 13.41                        |
| 232 | 3                  | "Blood Moon"                  | Brad Tanenbaum    | Treena Hancock & Melissa R. Byer                                                                    | 7 tháng 10 năm 2010  | 12.50                        |
| 233 | 4                  | "Sqweegel"                    | Jeffrey Hunt      | Cốt truyện : Anthony E. Zuiker & Duane Swierczynski Kịch bản : Anthony E. Zuiker & Carol Mendelsohn | 14 tháng 10 năm 2010 | 14.45                        |
| 234 | 5                  | "House of Hoarders"           | Alec Smight       | Christopher Barbour                                                                                 | 21 tháng 10 năm 2010 | 14.96                        |
| 235 | 6                  | "Cold Blooded"                | Louis Shaw Milito | Tom Mularz                                                                                          | 28 tháng 10 năm 2010 | 14.27                        |
| 236 | 7                  | "Bump & Grind"                | Michael Nankin    | Don McGill                                                                                          | 4 tháng 11 năm 2010  | 13.96                        |
| 237 | 8                  | "Fracked"                     | Martha Coolidge   | Bradley Thompson & David Weddle                                                                     | 11 tháng 11 năm 2010 | 12.99                        |
| 238 | 9                  | "Wild Life"                   | Charles Haid      | Melissa R. Byer & Treena Hancock                                                                    | 18 tháng 11 năm 2010 | 14.15                        |
| 239 | 10                 | "418/427"                     | Frank Waldeck     | Michael Frost Beckner                                                                               | 9 tháng 12 năm 2010  | 13.17                        |
| 240 | 11                 | "Man Up"                      | Alec Smight       | Michael F.X. Daley                                                                                  | 6 tháng 1 năm 2011   | 14.22                        |
| 241 | 12                 | "A Kiss Before Frying"        | Brad Tanenbaum    | Evan Dunsky                                                                                         | 20 tháng 1 năm 2011  | 14.34                        |
| 242 | 13                 | "The Two Mrs. Grissoms"       | Steven Felder     | Cốt truyện : Christopher Barbour Kịch bản : Treena Hancock & Melissa R. Byer                        | 3 tháng 2 năm 2011   | 13.98                        |
| 243 | 14                 | "All That Cremains"           | Jeffrey Hunt      | Dustin Lee Abraham                                                                                  | 10 tháng 2 năm 2011  | 12.64                        |
| 244 | 15                 | "Targets of Obsession"        | Alec Smight       | David Weddle & Bradley Thompson                                                                     | 17 tháng 2 năm 2011  | 13.29                        |
| 245 | 16                 | "Turn On, Tune In, Drop Dead" | Paul McCrane      | Tom Mularz                                                                                          | 24 tháng 2 năm 2011  | 12.41                        |
| 246 | 17                 | "The List"                    | Louis Shaw Milito | Richard Catalani                                                                                    | 10 tháng 3 năm 2011  | 13.39                        |
| 247 | 18                 | "Hitting for the Cycle"       | Alec Smight       | Daniel Steck & Richard Catalani                                                                     | 31 tháng 3 năm 2011  | 12.76                        |
| 248 | 19                 | "Unleashed"                   | Brad Tanenbaum    | Ed Whitmore & Anthony E. Zuiker                                                                     | 7 tháng 4 năm 2011   | 13.06                        |
| 249 | 20                 | "Father of the Bride"         | Frank Waldeck     | Evan Dunsky                                                                                         | 28 tháng 4 năm 2011  | 10.84                        |
| 250 | 21                 | "Cello and Goodbye"           | Alec Smight       | Christopher Barbour & Don McGill                                                                    | 5 tháng 5 năm 2011   | 10.67                        |
| 251 | 22                 | "In a Dark, Dark House"       | Jeffrey Hunt      | Tom Mularz                                                                                          | 12 tháng 5 năm 2011  | 11.77                        |

| \| TT. tổng thể \| TT. trong mùa phim \| Tiêu đề \| Đạo diễn \| Biên kịch \| Ngày phát hành gốc \| Người xem tại tại Mỹ (triệu) \| \| ------------ \| ------------------ \| ---------------------- \| ----------------- \| ------------------------------------------------------------------------------------------------ \| -------------------- \| ---------------------------- \| \| 252 \| 1 \| "73 Seconds" \| Alec Smight \| Gavin Harris \| 21 tháng 9 năm 2011 \| 12.74[221] \| \| 253 \| 2 \| "Tell-Tale Hearts" \| Brad Tanenbaum \| Cốt truyện : Larry M. Mitchell Kịch bản : Joe Pokaski \| 28 tháng 9 năm 2011 \| 11.76[222] \| \| 254 \| 3 \| "Bittersweet" \| Frank Waldeck \| Melissa R. Byer & Treena Hancock \| 5 tháng 10 năm 2011 \| 11.98[223] \| \| 255 \| 4 \| "Maid Man" \| Martha Coolidge \| Dustin Lee Abraham \| 12 tháng 10 năm 2011 \| 10.93[224] \| \| 256 \| 5 \| "CSI Down" \| Jeffrey Hunt \| Cốt truyện : Gavin Harris Kịch bản : Tom Mularz \| 19 tháng 10 năm 2011 \| 10.79[225] \| \| 257 \| 6 \| "Freaks & Geeks" \| Alec Smight \| Christopher Barbour \| 2 tháng 11 năm 2011 \| 10.79[226] \| \| 258 \| 7 \| "Brain Doe" \| Brad Tanenbaum \| Gavin Harris \| 9 tháng 11 năm 2011 \| 10.16[227] \| \| 259 \| 8 \| "Crime After Crime" \| Paul McCrane \| Cốt truyện : Richard Catalani Kịch bản : Tom Mularz \| 16 tháng 11 năm 2011 \| 10.60[228] \| \| 260 \| 9 \| "Zippered" \| Alec Smight \| Joe Pokaski \| 7 tháng 12 năm 2011 \| 11.14[229] \| \| 261 \| 10 \| "Genetic Disorder" \| Frank Waldeck \| Elizabeth Devine \| 14 tháng 12 năm 2011 \| 12.23[230] \| \| 262 \| 11 \| "Ms. Willows Regrets" \| Louis Shaw Milito \| Cốt truyện : Christopher Barbour Kịch bản : Christopher Barbour & Don McGill \| 18 tháng 1 năm 2012 \| 12.02[231] \| \| 263 \| 12 \| "Willows in the Wind" \| Alec Smight \| Cốt truyện : Carol Mendelsohn & Don McGill Kịch bản : Christopher Barbour & Richard Catalani \| 25 tháng 1 năm 2012 \| 14.26[232] \| \| 264 \| 13 \| "Tressed to Kill" \| Brad Tanenbaum \| Ed Whitmore \| 8 tháng 2 năm 2012 \| 10.88[233] \| \| 265 \| 14 \| "Seeing Red" \| Frank Waldeck \| Christopher Barbour & Tom Mularz \| 15 tháng 2 năm 2012 \| 11.09[234] \| \| 266 \| 15 \| "Stealing Home" \| Alec Smight \| Treena Hancock & Melissa R. Byer \| 22 tháng 2 năm 2012 \| 11.91[235] \| \| 267 \| 16 \| "CSI Unplugged" \| Jeffrey Hunt \| Gavin Harris \| 29 tháng 2 năm 2012 \| 11.30[236] \| \| 268 \| 17 \| "Trends with Benefits" \| Louis Shaw Milito \| Jack Gutowitz \| 14 tháng 3 năm 2012 \| 11.71[237] \| \| 269 \| 18 \| "Malice in Wonderland" \| Alec Smight \| Joe Pokaski \| 21 tháng 3 năm 2012 \| 11.38[238] \| \| 270 \| 19 \| "Split Decisions" \| Brad Tanenbaum \| Michael F.X. Daley & Richard Catalani \| 4 tháng 4 năm 2012 \| 12.06[239] \| \| 271 \| 20 \| "Altered Stakes" \| David Semel \| Cốt truyện : Melissa R. Byer & Treena Hancock Kịch bản : Elizabeth Devine \| 11 tháng 4 năm 2012 \| 9.94[240] \| \| 272 \| 21 \| "Dune and Gloom" \| Jeffrey Hunt \| Tom Mularz \| 2 tháng 5 năm 2012 \| 9.75[241] \| \| 273 \| 22 \| "Homecoming" \| Alec Smight \| Cốt truyện : Christopher Barbour & Larry M. Mitchell Kịch bản : Christopher Barbour & Don McGill \| 9 tháng 5 năm 2012 \| 10.73[242] \| |                    |                        |                   |                                                                                                  |                      |                              |
| TT. tổng thể | TT. trong mùa phim | Tiêu đề                | Đạo diễn          | Biên kịch                                                                                        | Ngày phát hành gốc   | Người xem tại tại Mỹ (triệu) |
| 252 | 1                  | "73 Seconds"           | Alec Smight       | Gavin Harris                                                                                     | 21 tháng 9 năm 2011  | 12.74                        |
| 253 | 2                  | "Tell-Tale Hearts"     | Brad Tanenbaum    | Cốt truyện : Larry M. Mitchell Kịch bản : Joe Pokaski                                            | 28 tháng 9 năm 2011  | 11.76                        |
| 254 | 3                  | "Bittersweet"          | Frank Waldeck     | Melissa R. Byer & Treena Hancock                                                                 | 5 tháng 10 năm 2011  | 11.98                        |
| 255 | 4                  | "Maid Man"             | Martha Coolidge   | Dustin Lee Abraham                                                                               | 12 tháng 10 năm 2011 | 10.93                        |
| 256 | 5                  | "CSI Down"             | Jeffrey Hunt      | Cốt truyện : Gavin Harris Kịch bản : Tom Mularz                                                  | 19 tháng 10 năm 2011 | 10.79                        |
| 257 | 6                  | "Freaks & Geeks"       | Alec Smight       | Christopher Barbour                                                                              | 2 tháng 11 năm 2011  | 10.79                        |
| 258 | 7                  | "Brain Doe"            | Brad Tanenbaum    | Gavin Harris                                                                                     | 9 tháng 11 năm 2011  | 10.16                        |
| 259 | 8                  | "Crime After Crime"    | Paul McCrane      | Cốt truyện : Richard Catalani Kịch bản : Tom Mularz                                              | 16 tháng 11 năm 2011 | 10.60                        |
| 260 | 9                  | "Zippered"             | Alec Smight       | Joe Pokaski                                                                                      | 7 tháng 12 năm 2011  | 11.14                        |
| 261 | 10                 | "Genetic Disorder"     | Frank Waldeck     | Elizabeth Devine                                                                                 | 14 tháng 12 năm 2011 | 12.23                        |
| 262 | 11                 | "Ms. Willows Regrets"  | Louis Shaw Milito | Cốt truyện : Christopher Barbour Kịch bản : Christopher Barbour & Don McGill                     | 18 tháng 1 năm 2012  | 12.02                        |
| 263 | 12                 | "Willows in the Wind"  | Alec Smight       | Cốt truyện : Carol Mendelsohn & Don McGill Kịch bản : Christopher Barbour & Richard Catalani     | 25 tháng 1 năm 2012  | 14.26                        |
| 264 | 13                 | "Tressed to Kill"      | Brad Tanenbaum    | Ed Whitmore                                                                                      | 8 tháng 2 năm 2012   | 10.88                        |
| 265 | 14                 | "Seeing Red"           | Frank Waldeck     | Christopher Barbour & Tom Mularz                                                                 | 15 tháng 2 năm 2012  | 11.09                        |
| 266 | 15                 | "Stealing Home"        | Alec Smight       | Treena Hancock & Melissa R. Byer                                                                 | 22 tháng 2 năm 2012  | 11.91                        |
| 267 | 16                 | "CSI Unplugged"        | Jeffrey Hunt      | Gavin Harris                                                                                     | 29 tháng 2 năm 2012  | 11.30                        |
| 268 | 17                 | "Trends with Benefits" | Louis Shaw Milito | Jack Gutowitz                                                                                    | 14 tháng 3 năm 2012  | 11.71                        |
| 269 | 18                 | "Malice in Wonderland" | Alec Smight       | Joe Pokaski                                                                                      | 21 tháng 3 năm 2012  | 11.38                        |
| 270 | 19                 | "Split Decisions"      | Brad Tanenbaum    | Michael F.X. Daley & Richard Catalani                                                            | 4 tháng 4 năm 2012   | 12.06                        |
| 271 | 20                 | "Altered Stakes"       | David Semel       | Cốt truyện : Melissa R. Byer & Treena Hancock Kịch bản : Elizabeth Devine                        | 11 tháng 4 năm 2012  | 9.94                         |
| 272 | 21                 | "Dune and Gloom"       | Jeffrey Hunt      | Tom Mularz                                                                                       | 2 tháng 5 năm 2012   | 9.75                         |
| 273 | 22                 | "Homecoming"           | Alec Smight       | Cốt truyện : Christopher Barbour & Larry M. Mitchell Kịch bản : Christopher Barbour & Don McGill | 9 tháng 5 năm 2012   | 10.73                        |

| \| TT. tổng thể \| TT. trong mùa phim \| Tiêu đề \| Đạo diễn \| Biên kịch \| Ngày phát hành gốc \| Người xem tại tại Mỹ (triệu) \| \| ------------ \| ------------------ \| ------------------------- \| ----------------- \| ---------------------------------------------------------------------------- \| -------------------- \| ---------------------------- \| \| 274 \| 1 \| "Karma to Burn" \| Alec Smight \| Cốt truyện : Christopher Barbour Kịch bản : Christopher Barbour & Don McGill \| 26 tháng 9 năm 2012 \| 10.76[243] \| \| 275 \| 2 \| "Code Blue Plate Special" \| Louis Shaw Milito \| Andrew Dettmann \| 10 tháng 10 năm 2012 \| 10.70[244] \| \| 276 \| 3 \| "Wild Flowers" \| Brad Tanenbaum \| Joe Pokaski \| 17 tháng 10 năm 2012 \| 10.63[245] \| \| 277 \| 4 \| "It Was a Very Good Year" \| Frank Waldeck \| Gavin Harris \| 24 tháng 10 năm 2012 \| 9.95[246] \| \| 278 \| 5 \| "Play Dead" \| Eagle Egilsson \| Treena Hancock & Melissa R. Byer \| 31 tháng 10 năm 2012 \| 10.91[247] \| \| 279 \| 6 \| "Pick and Roll" \| Alec Smight \| Rick Eid \| 7 tháng 11 năm 2012 \| 10.33[248] \| \| 280 \| 7 \| "Fallen Angels" \| Louis Shaw Milito \| Tom Mularz \| 14 tháng 11 năm 2012 \| 11.01[249] \| \| 281 \| 8 \| "CSI on Fire" \| Jeffrey Hunt \| Cốt truyện : Carol Mendelsohn & Richard Catalani Kịch bản : Thomas Hoppe \| 21 tháng 11 năm 2012 \| 10.77[250] \| \| 282 \| 9 \| "Strip Maul" \| Alec Smight \| Christopher Barbour \| 28 tháng 11 năm 2012 \| 12.11[251] \| \| 283 \| 10 \| "Risky Business Class" \| Frank Waldeck \| Elizabeth Devine \| 12 tháng 12 năm 2012 \| 9.59[252] \| \| 284 \| 11 \| "Dead Air" \| Phil Conserva \| Joe Pokaski \| 16 tháng 1 năm 2013 \| 11.14[253] \| \| 285 \| 12 \| "Double Fault" \| Brad Tanenbaum \| Melissa R. Byer & Treena Hancock \| 23 tháng 1 năm 2013 \| 11.46[254] \| \| 286 \| 13 \| "In Vino Veritas" \| Louis Shaw Milito \| Rick Eid \| 6 tháng 2 năm 2013 \| 10.97[255] \| \| 287 \| 14 \| "Exile" \| Jeffrey Hunt \| Carlos M. Marimon \| 13 tháng 2 năm 2013 \| 8.54[256] \| \| 288 \| 15 \| "Forget Me Not" \| Karen Gaviola \| Andrew Dettmann \| 20 tháng 2 năm 2013 \| 10.65[257] \| \| 289 \| 16 \| "Last Woman Standing" \| Brad Tanenbaum \| Gavin Harris \| 27 tháng 2 năm 2013 \| 9.44[258] \| \| 290 \| 17 \| "Dead of the Class" \| Alec Smight \| Tom Mularz \| 20 tháng 3 năm 2013 \| 10.53[259] \| \| 291 \| 18 \| "Sheltered" \| Louis Shaw Milito \| Michael F.X. Daley \| 3 tháng 4 năm 2013 \| 9.89[260] \| \| 292 \| 19 \| "Backfire" \| Frank Waldeck \| Jack Gutowitz \| 10 tháng 4 năm 2013 \| 11.11[261] \| \| 293 \| 20 \| "Fearless" \| Eagle Egilsson \| Gavin Harris \| 1 tháng 5 năm 2013 \| 9.49[262] \| \| 294 \| 21 \| "Ghosts of the Past" \| Brad Tanenbaum \| Andrew Dettmann \| 8 tháng 5 năm 2013 \| 9.82[263] \| \| 295 \| 22 \| "Skin in the Game" \| Alec Smight \| Cốt truyện : Christopher Barbour Kịch bản : Christopher Barbour & Don McGill \| 15 tháng 5 năm 2013 \| 9.53[264] \| |                    |                           |                   |                                                                              |                      |                              |
| TT. tổng thể | TT. trong mùa phim | Tiêu đề                   | Đạo diễn          | Biên kịch                                                                    | Ngày phát hành gốc   | Người xem tại tại Mỹ (triệu) |
| 274 | 1                  | "Karma to Burn"           | Alec Smight       | Cốt truyện : Christopher Barbour Kịch bản : Christopher Barbour & Don McGill | 26 tháng 9 năm 2012  | 10.76                        |
| 275 | 2                  | "Code Blue Plate Special" | Louis Shaw Milito | Andrew Dettmann                                                              | 10 tháng 10 năm 2012 | 10.70                        |
| 276 | 3                  | "Wild Flowers"            | Brad Tanenbaum    | Joe Pokaski                                                                  | 17 tháng 10 năm 2012 | 10.63                        |
| 277 | 4                  | "It Was a Very Good Year" | Frank Waldeck     | Gavin Harris                                                                 | 24 tháng 10 năm 2012 | 9.95                         |
| 278 | 5                  | "Play Dead"               | Eagle Egilsson    | Treena Hancock & Melissa R. Byer                                             | 31 tháng 10 năm 2012 | 10.91                        |
| 279 | 6                  | "Pick and Roll"           | Alec Smight       | Rick Eid                                                                     | 7 tháng 11 năm 2012  | 10.33                        |
| 280 | 7                  | "Fallen Angels"           | Louis Shaw Milito | Tom Mularz                                                                   | 14 tháng 11 năm 2012 | 11.01                        |
| 281 | 8                  | "CSI on Fire"             | Jeffrey Hunt      | Cốt truyện : Carol Mendelsohn & Richard Catalani Kịch bản : Thomas Hoppe     | 21 tháng 11 năm 2012 | 10.77                        |
| 282 | 9                  | "Strip Maul"              | Alec Smight       | Christopher Barbour                                                          | 28 tháng 11 năm 2012 | 12.11                        |
| 283 | 10                 | "Risky Business Class"    | Frank Waldeck     | Elizabeth Devine                                                             | 12 tháng 12 năm 2012 | 9.59                         |
| 284 | 11                 | "Dead Air"                | Phil Conserva     | Joe Pokaski                                                                  | 16 tháng 1 năm 2013  | 11.14                        |
| 285 | 12                 | "Double Fault"            | Brad Tanenbaum    | Melissa R. Byer & Treena Hancock                                             | 23 tháng 1 năm 2013  | 11.46                        |
| 286 | 13                 | "In Vino Veritas"         | Louis Shaw Milito | Rick Eid                                                                     | 6 tháng 2 năm 2013   | 10.97                        |
| 287 | 14                 | "Exile"                   | Jeffrey Hunt      | Carlos M. Marimon                                                            | 13 tháng 2 năm 2013  | 8.54                         |
| 288 | 15                 | "Forget Me Not"           | Karen Gaviola     | Andrew Dettmann                                                              | 20 tháng 2 năm 2013  | 10.65                        |
| 289 | 16                 | "Last Woman Standing"     | Brad Tanenbaum    | Gavin Harris                                                                 | 27 tháng 2 năm 2013  | 9.44                         |
| 290 | 17                 | "Dead of the Class"       | Alec Smight       | Tom Mularz                                                                   | 20 tháng 3 năm 2013  | 10.53                        |
| 291 | 18                 | "Sheltered"               | Louis Shaw Milito | Michael F.X. Daley                                                           | 3 tháng 4 năm 2013   | 9.89                         |
| 292 | 19                 | "Backfire"                | Frank Waldeck     | Jack Gutowitz                                                                | 10 tháng 4 năm 2013  | 11.11                        |
| 293 | 20                 | "Fearless"                | Eagle Egilsson    | Gavin Harris                                                                 | 1 tháng 5 năm 2013   | 9.49                         |
| 294 | 21                 | "Ghosts of the Past"      | Brad Tanenbaum    | Andrew Dettmann                                                              | 8 tháng 5 năm 2013   | 9.82                         |
| 295 | 22                 | "Skin in the Game"        | Alec Smight       | Cốt truyện : Christopher Barbour Kịch bản : Christopher Barbour & Don McGill | 15 tháng 5 năm 2013  | 9.53                         |

| \| TT. tổng thể \| TT. trong mùa phim \| Tiêu đề \| Đạo diễn \| Biên kịch \| Ngày phát hành gốc \| Người xem tại tại Mỹ (triệu) \| \| ------------ \| ------------------ \| ---------------------------- \| ----------------- \| ---------------------------------------------------------------------------- \| -------------------- \| ---------------------------- \| \| 296 \| 1 \| "The Devil and D.B. Russell" \| Alec Smight \| Cốt truyện : Christopher Barbour Kịch bản : Christopher Barbour & Don McGill \| 25 tháng 9 năm 2013 \| 9.12[265] \| \| 297 \| 2 \| "Take the Money and Run" \| Louis Shaw Milito \| Andrew Dettmann \| 2 tháng 10 năm 2013 \| 9.66[266] \| \| 298 \| 3 \| "Torch Song" \| Brad Tanenbaum \| Cốt truyện : Elizabeth Devine Kịch bản : Tom Mularz \| 9 tháng 10 năm 2013 \| 8.82[267] \| \| 299 \| 4 \| "Last Supper" \| Frank Waldeck \| Treena Hancock & Melissa R. Byer \| 16 tháng 10 năm 2013 \| 9.45[268] \| \| 300 \| 5 \| "Frame by Frame" \| Alec Smight \| Gavin Harris \| 23 tháng 10 năm 2013 \| 10.45[269] \| \| 301 \| 6 \| "Passed Pawns" \| Phil Conserva \| Cốt truyện : Michael F.X. Daley Kịch bản : Christopher Barbour \| 30 tháng 10 năm 2013 \| 9.50[270] \| \| 302 \| 7 \| "Under a Cloud" \| Brad Tanenbaum \| Elizabeth Devine & Richard Catalani \| 6 tháng 11 năm 2013 \| 9.08[271] \| \| 303 \| 8 \| "Helpless" \| Karen Gaviola \| Tom Mularz \| 13 tháng 11 năm 2013 \| 10.47[272] \| \| 304 \| 9 \| "Check In and Check Out" \| Louis Shaw Milito \| Andrew Dettmann \| 20 tháng 11 năm 2013 \| 11.19[273] \| \| 305 \| 10 \| "Girls Gone Wild" \| Alec Smight \| Melissa R. Byer & Treena Hancock \| 27 tháng 11 năm 2013 \| 10.94[274] \| \| 306 \| 11 \| "The Lost Reindeer" \| Frank Waldeck \| Gavin Harris \| 11 tháng 12 năm 2013 \| 10.18[275] \| \| 307 \| 12 \| "Keep Calm and Carry-On" \| Brad Tanenbaum \| Thomas Hoppe \| 15 tháng 1 năm 2014 \| 10.30[276] \| \| 308 \| 13 \| "Boston Brakes" \| Eagle Egilsson \| Christopher Barbour \| 22 tháng 1 năm 2014 \| 9.47[277] \| \| 309 \| 14 \| "De Los Muertos" \| Louis Shaw Milito \| Cốt truyện : Richard Catalani Kịch bản : Tom Mularz \| 5 tháng 2 năm 2014 \| 11.16[278] \| \| 310 \| 15 \| "Love for Sale" \| Frank Waldeck \| Andrew Dettmann \| 19 tháng 2 năm 2014 \| 9.77[279] \| \| 311 \| 16 \| "Killer Moves" \| Alec Smight \| Mary Leah Sutton \| 5 tháng 3 năm 2014 \| 9.29[280] \| \| 312 \| 17 \| "Long Road Home" \| Phil Conserva \| Gavin Harris \| 12 tháng 3 năm 2014 \| 10.15[281] \| \| 313 \| 18 \| "Uninvited" \| Brad Tanenbaum \| Cốt truyện : Treena Hancock & Melissa R. Byer Kịch bản : Elizabeth Devine \| 19 tháng 3 năm 2014 \| 10.20[282] \| \| 314 \| 19 \| "The Fallen" \| Louis Shaw Milito \| Deanna Shumaker \| 2 tháng 4 năm 2014 \| 9.77[283] \| \| 315 \| 20 \| "Consumed" \| Karen Gaviola \| Tom Mularz \| 9 tháng 4 năm 2014 \| 9.11[284] \| \| 316 \| 21 \| "Kitty" \| Eagle Egilsson \| Carol Mendelsohn & Ann Donahue & Anthony E. Zuiker \| 30 tháng 4 năm 2014 \| 9.95[285] \| \| 317 \| 22 \| "Dead in His Tracks" \| Alec Smight \| Andrew Dettmann \| 7 tháng 5 năm 2014 \| 10.01[286] \| |                    |                              |                   |                                                                              |                      |                              |
| TT. tổng thể | TT. trong mùa phim | Tiêu đề                      | Đạo diễn          | Biên kịch                                                                    | Ngày phát hành gốc   | Người xem tại tại Mỹ (triệu) |
| 296 | 1                  | "The Devil and D.B. Russell" | Alec Smight       | Cốt truyện : Christopher Barbour Kịch bản : Christopher Barbour & Don McGill | 25 tháng 9 năm 2013  | 9.12                         |
| 297 | 2                  | "Take the Money and Run"     | Louis Shaw Milito | Andrew Dettmann                                                              | 2 tháng 10 năm 2013  | 9.66                         |
| 298 | 3                  | "Torch Song"                 | Brad Tanenbaum    | Cốt truyện : Elizabeth Devine Kịch bản : Tom Mularz                          | 9 tháng 10 năm 2013  | 8.82                         |
| 299 | 4                  | "Last Supper"                | Frank Waldeck     | Treena Hancock & Melissa R. Byer                                             | 16 tháng 10 năm 2013 | 9.45                         |
| 300 | 5                  | "Frame by Frame"             | Alec Smight       | Gavin Harris                                                                 | 23 tháng 10 năm 2013 | 10.45                        |
| 301 | 6                  | "Passed Pawns"               | Phil Conserva     | Cốt truyện : Michael F.X. Daley Kịch bản : Christopher Barbour               | 30 tháng 10 năm 2013 | 9.50                         |
| 302 | 7                  | "Under a Cloud"              | Brad Tanenbaum    | Elizabeth Devine & Richard Catalani                                          | 6 tháng 11 năm 2013  | 9.08                         |
| 303 | 8                  | "Helpless"                   | Karen Gaviola     | Tom Mularz                                                                   | 13 tháng 11 năm 2013 | 10.47                        |
| 304 | 9                  | "Check In and Check Out"     | Louis Shaw Milito | Andrew Dettmann                                                              | 20 tháng 11 năm 2013 | 11.19                        |
| 305 | 10                 | "Girls Gone Wild"            | Alec Smight       | Melissa R. Byer & Treena Hancock                                             | 27 tháng 11 năm 2013 | 10.94                        |
| 306 | 11                 | "The Lost Reindeer"          | Frank Waldeck     | Gavin Harris                                                                 | 11 tháng 12 năm 2013 | 10.18                        |
| 307 | 12                 | "Keep Calm and Carry-On"     | Brad Tanenbaum    | Thomas Hoppe                                                                 | 15 tháng 1 năm 2014  | 10.30                        |
| 308 | 13                 | "Boston Brakes"              | Eagle Egilsson    | Christopher Barbour                                                          | 22 tháng 1 năm 2014  | 9.47                         |
| 309 | 14                 | "De Los Muertos"             | Louis Shaw Milito | Cốt truyện : Richard Catalani Kịch bản : Tom Mularz                          | 5 tháng 2 năm 2014   | 11.16                        |
| 310 | 15                 | "Love for Sale"              | Frank Waldeck     | Andrew Dettmann                                                              | 19 tháng 2 năm 2014  | 9.77                         |
| 311 | 16                 | "Killer Moves"               | Alec Smight       | Mary Leah Sutton                                                             | 5 tháng 3 năm 2014   | 9.29                         |
| 312 | 17                 | "Long Road Home"             | Phil Conserva     | Gavin Harris                                                                 | 12 tháng 3 năm 2014  | 10.15                        |
| 313 | 18                 | "Uninvited"                  | Brad Tanenbaum    | Cốt truyện : Treena Hancock & Melissa R. Byer Kịch bản : Elizabeth Devine    | 19 tháng 3 năm 2014  | 10.20                        |
| 314 | 19                 | "The Fallen"                 | Louis Shaw Milito | Deanna Shumaker                                                              | 2 tháng 4 năm 2014   | 9.77                         |
| 315 | 20                 | "Consumed"                   | Karen Gaviola     | Tom Mularz                                                                   | 9 tháng 4 năm 2014   | 9.11                         |
| 316 | 21                 | "Kitty"                      | Eagle Egilsson    | Carol Mendelsohn & Ann Donahue & Anthony E. Zuiker                           | 30 tháng 4 năm 2014  | 9.95                         |
| 317 | 22                 | "Dead in His Tracks"         | Alec Smight       | Andrew Dettmann                                                              | 7 tháng 5 năm 2014   | 10.01                        |

| \| TT. tổng thể \| TT. trong mùa phim \| Tiêu đề \| Đạo diễn \| Biên kịch \| Ngày phát hành gốc \| Người xem tại tại Mỹ (triệu) \| \| ------------ \| ------------------ \| --------------------- \| ----------------- \| -------------------------------- \| -------------------- \| ---------------------------- \| \| 318 \| 1 \| "The CSI Effect" \| Alec Smight \| Christopher Barbour & Don McGill \| 28 tháng 9 năm 2014 \| 9.36[287] \| \| 319 \| 2 \| "Buzz Kill" \| Frank Waldeck \| Andrew Dettmann \| 5 tháng 10 năm 2014 \| 8.04[288] \| \| 320 \| 3 \| "Bad Blood" \| Louis Shaw Milito \| Tom Mularz \| 12 tháng 10 năm 2014 \| 8.77[289] \| \| 321 \| 4 \| "The Book of Shadows" \| Brad Tanenbaum \| Gavin Harris \| 19 tháng 10 năm 2014 \| 8.85[290] \| \| 322 \| 5 \| "Girls Gone Wilder" \| Frank Waldeck \| Melissa R. Byer & Treena Hancock \| 9 tháng 11 năm 2014 \| 8.67[291] \| \| 323 \| 6 \| "The Twin Paradox" \| Phil Conserva \| Christopher Barbour \| 16 tháng 11 năm 2014 \| 8.45[292] \| \| 324 \| 7 \| "Road to Recovery" \| Alec Smight \| Andrew Dettmann \| 23 tháng 11 năm 2014 \| 7.88[293] \| \| 325 \| 8 \| "Rubbery Homicide" \| Louis Shaw Milito \| Tom Mularz \| 30 tháng 11 năm 2014 \| 8.30[294] \| \| 326 \| 9 \| "Let's Make a Deal" \| Brad Tanenbaum \| Elizabeth Devine \| 7 tháng 12 năm 2014 \| 7.89[295] \| \| 327 \| 10 \| "Dead Rails" \| Frank Waldeck \| Gavin Harris \| 14 tháng 12 năm 2014 \| 7.18[296] \| \| 328 \| 11 \| "Angle of Attack" \| Kevin Bray \| M. Scott Veach \| 21 tháng 12 năm 2014 \| 7.34[297] \| \| 329 \| 12 \| "Dead Woods" \| Phil Conserva \| Treena Hancock & Melissa R. Byer \| 28 tháng 12 năm 2014 \| 7.84[298] \| \| 330 \| 13 \| "The Greater Good" \| Alec Smight \| Christopher Barbour \| 4 tháng 1 năm 2015 \| 8.62[299] \| \| 331 \| 14 \| "Merchants of Menace" \| Claudia Yarmy \| Tom Mularz \| 25 tháng 1 năm 2015 \| 8.25[300] \| \| 332 \| 15 \| "Hero to Zero" \| Phil Conserva \| Andrew Dettmann \| 25 tháng 1 năm 2015 \| 8.30[300] \| \| 333 \| 16 \| "The Last Ride" \| Tim Beavers \| Gavin Harris \| 27 tháng 1 năm 2015 \| 10.38[301] \| \| 334 \| 17 \| "Under My Skin" \| Alrick Riley \| Melissa R. Byer & Treena Hancock \| 15 tháng 2 năm 2015 \| 7.12[302] \| \| 335 \| 18 \| "The End Game" \| Alec Smight \| Christopher Barbour \| 15 tháng 2 năm 2015 \| 7.12[302] \| |                    |                       |                   |                                  |                      |                              |
| TT. tổng thể | TT. trong mùa phim | Tiêu đề               | Đạo diễn          | Biên kịch                        | Ngày phát hành gốc   | Người xem tại tại Mỹ (triệu) |
| 318 | 1                  | "The CSI Effect"      | Alec Smight       | Christopher Barbour & Don McGill | 28 tháng 9 năm 2014  | 9.36                         |
| 319 | 2                  | "Buzz Kill"           | Frank Waldeck     | Andrew Dettmann                  | 5 tháng 10 năm 2014  | 8.04                         |
| 320 | 3                  | "Bad Blood"           | Louis Shaw Milito | Tom Mularz                       | 12 tháng 10 năm 2014 | 8.77                         |
| 321 | 4                  | "The Book of Shadows" | Brad Tanenbaum    | Gavin Harris                     | 19 tháng 10 năm 2014 | 8.85                         |
| 322 | 5                  | "Girls Gone Wilder"   | Frank Waldeck     | Melissa R. Byer & Treena Hancock | 9 tháng 11 năm 2014  | 8.67                         |
| 323 | 6                  | "The Twin Paradox"    | Phil Conserva     | Christopher Barbour              | 16 tháng 11 năm 2014 | 8.45                         |
| 324 | 7                  | "Road to Recovery"    | Alec Smight       | Andrew Dettmann                  | 23 tháng 11 năm 2014 | 7.88                         |
| 325 | 8                  | "Rubbery Homicide"    | Louis Shaw Milito | Tom Mularz                       | 30 tháng 11 năm 2014 | 8.30                         |
| 326 | 9                  | "Let's Make a Deal"   | Brad Tanenbaum    | Elizabeth Devine                 | 7 tháng 12 năm 2014  | 7.89                         |
| 327 | 10                 | "Dead Rails"          | Frank Waldeck     | Gavin Harris                     | 14 tháng 12 năm 2014 | 7.18                         |
| 328 | 11                 | "Angle of Attack"     | Kevin Bray        | M. Scott Veach                   | 21 tháng 12 năm 2014 | 7.34                         |
| 329 | 12                 | "Dead Woods"          | Phil Conserva     | Treena Hancock & Melissa R. Byer | 28 tháng 12 năm 2014 | 7.84                         |
| 330 | 13                 | "The Greater Good"    | Alec Smight       | Christopher Barbour              | 4 tháng 1 năm 2015   | 8.62                         |
| 331 | 14                 | "Merchants of Menace" | Claudia Yarmy     | Tom Mularz                       | 25 tháng 1 năm 2015  | 8.25                         |
| 332 | 15                 | "Hero to Zero"        | Phil Conserva     | Andrew Dettmann                  | 25 tháng 1 năm 2015  | 8.30                         |
| 333 | 16                 | "The Last Ride"       | Tim Beavers       | Gavin Harris                     | 27 tháng 1 năm 2015  | 10.38                        |
| 334 | 17                 | "Under My Skin"       | Alrick Riley      | Melissa R. Byer & Treena Hancock | 15 tháng 2 năm 2015  | 7.12                         |
| 335 | 18                 | "The End Game"        | Alec Smight       | Christopher Barbour              | 15 tháng 2 năm 2015  | 7.12                         |

| \| STT tổng thể \| STT theo mùa \| Tựa đề \| Đạo diễn \| Biên kịch \| Ngày phát sóng bản gốc \| Người xem tại Mỹ (triệu) \| \| ------------ \| ------------ \| ------------- \| ----------------- \| ----------------- \| ---------------------- \| ------------------------ \| \| 336337 \| 12 \| "Immortality" \| Louis Shaw Milito \| Anthony E. Zuiker \| 27 tháng 9 năm 2015 \| 12.22[303] \| |              |               |                   |                   |                        |                          |
| STT tổng thể | STT theo mùa | Tựa đề        | Đạo diễn          | Biên kịch         | Ngày phát sóng bản gốc | Người xem tại Mỹ (triệu) |
| 336337 | 12           | "Immortality" | Louis Shaw Milito | Anthony E. Zuiker | 27 tháng 9 năm 2015    | 12.22                    |

| \| STT \| Tựa đề \| Ngày phát sóng đầu tiên \| \| --- \| ------------------------------------------------------ \| ----------------------- \| \| 1 \| "The Birth of CSI (Part 1)"[304] \| 10 tháng 2 năm 2012 \| \| 2 \| "The Birth of CSI (Part 2)"[304] \| 14 tháng 2 năm 2012 \| \| 3 \| "Casting"[304] \| 16 tháng 2 năm 2012 \| \| 4 \| "Special and Visual effects"[304] \| 21 tháng 2 năm 2012 \| \| 5 \| "The Story"[304] \| 23 tháng 2 năm 2012 \| \| 6 \| "Prepping the Episode and Pre-Production Meeting"[304] \| 28 tháng 2 năm 2012 \| \| 7 \| "Makeup and Special Effects Makeup"[304] \| 1 tháng 3 năm 2012 \| \| 8 \| "Post-Production and Audio Mixing"[304] \| 8 tháng 3 năm 2012 \| |                                                   |                         |
| STT | Tựa đề                                            | Ngày phát sóng đầu tiên |
| 1 | "The Birth of CSI (Part 1)"                       | 10 tháng 2 năm 2012     |
| 2 | "The Birth of CSI (Part 2)"                       | 14 tháng 2 năm 2012     |
| 3 | "Casting"                                         | 16 tháng 2 năm 2012     |
| 4 | "Special and Visual effects"                      | 21 tháng 2 năm 2012     |
| 5 | "The Story"                                       | 23 tháng 2 năm 2012     |
| 6 | "Prepping the Episode and Pre-Production Meeting" | 28 tháng 2 năm 2012     |
| 7 | "Makeup and Special Effects Makeup"               | 1 tháng 3 năm 2012      |
| 8 | "Post-Production and Audio Mixing"                | 8 tháng 3 năm 2012      |